# Flossing

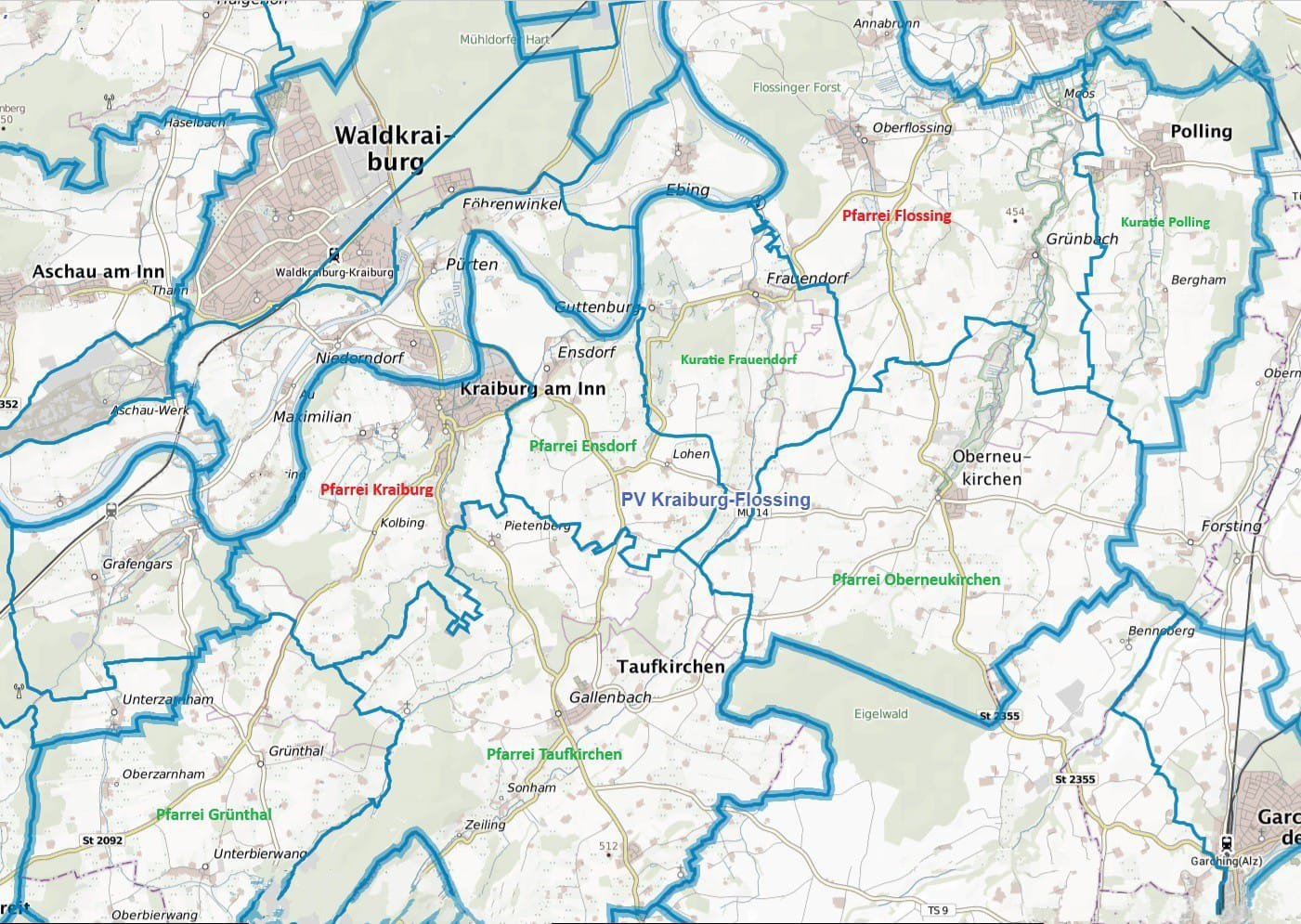
Pfarrverband Kraiburg-Flossing mit den Pfarreien Ensdorf, Flossing, Grünthal, Kraiburg, Oberneukirchen und Taufkirchen und den Kuratien Frauendorf und Polling [https://www.erzbistum-muenchen.de/-/cont/81993 © Erzbistum München und Freising

Flossing ist eine Pfarrgemeinde, ein Pfarrverband zusammen mit Kraiburg sowie eine Gemarkung im Landkreis Mühldorf a. Inn im Regierungsbezirk Oberbayern. Flossing liegt auf der südöstlichen Innseite südlich der Kreisstadt Mühldorf. Es setzt sich zusammen aus Ober- und Unterflossing. Mit einer Fläche von 16,03 km² ist Flossing die größte Gemarkung der 43,85 km² großen und aus insgesamt 4 Gemarkungen (Flossing, Polling, Grünbach, Forsting) bestehenden Gemeinde Polling. Vor der Eingemeindung war Flossing eine eigene politische Gemeinde.

## Geografie

### Geografische Lage
Flossing liegt im bayerischen Alpenvorland, nördlich des Chiemgaus in der Tourismusregion Inn-Salzach und der Planungsregion Südostoberbayern im bayerischen Chemiedreieck, etwa 4 km südlich der Kreisstadt Mühldorf am Inn.

### Geomorphologie

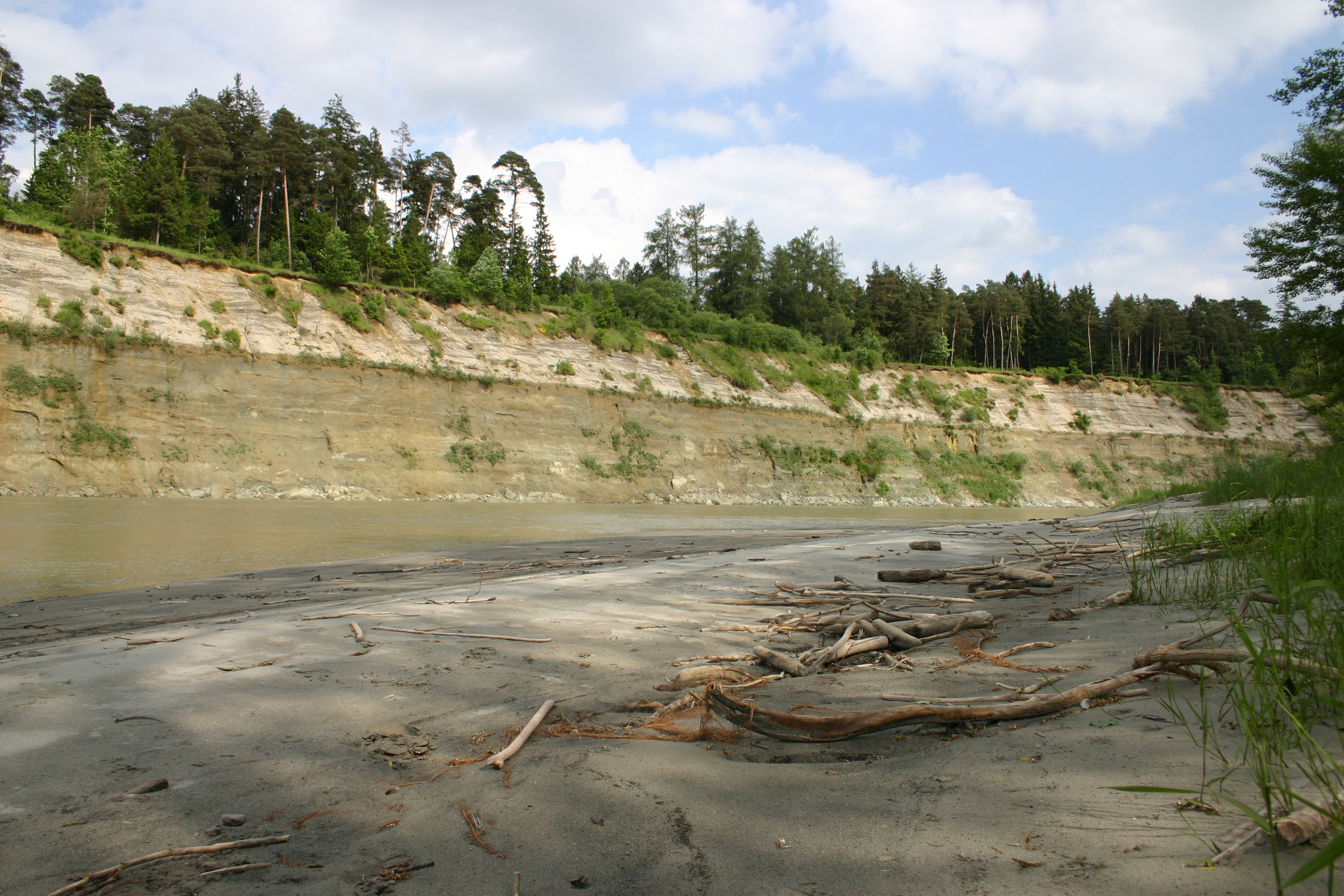
Der Heistinger Prallhang, genannt auch Hörndlberg (Geotop-Nr. 183R010), in der Gemarkung Flossing bei Inn-Flusskilometer 113,4.

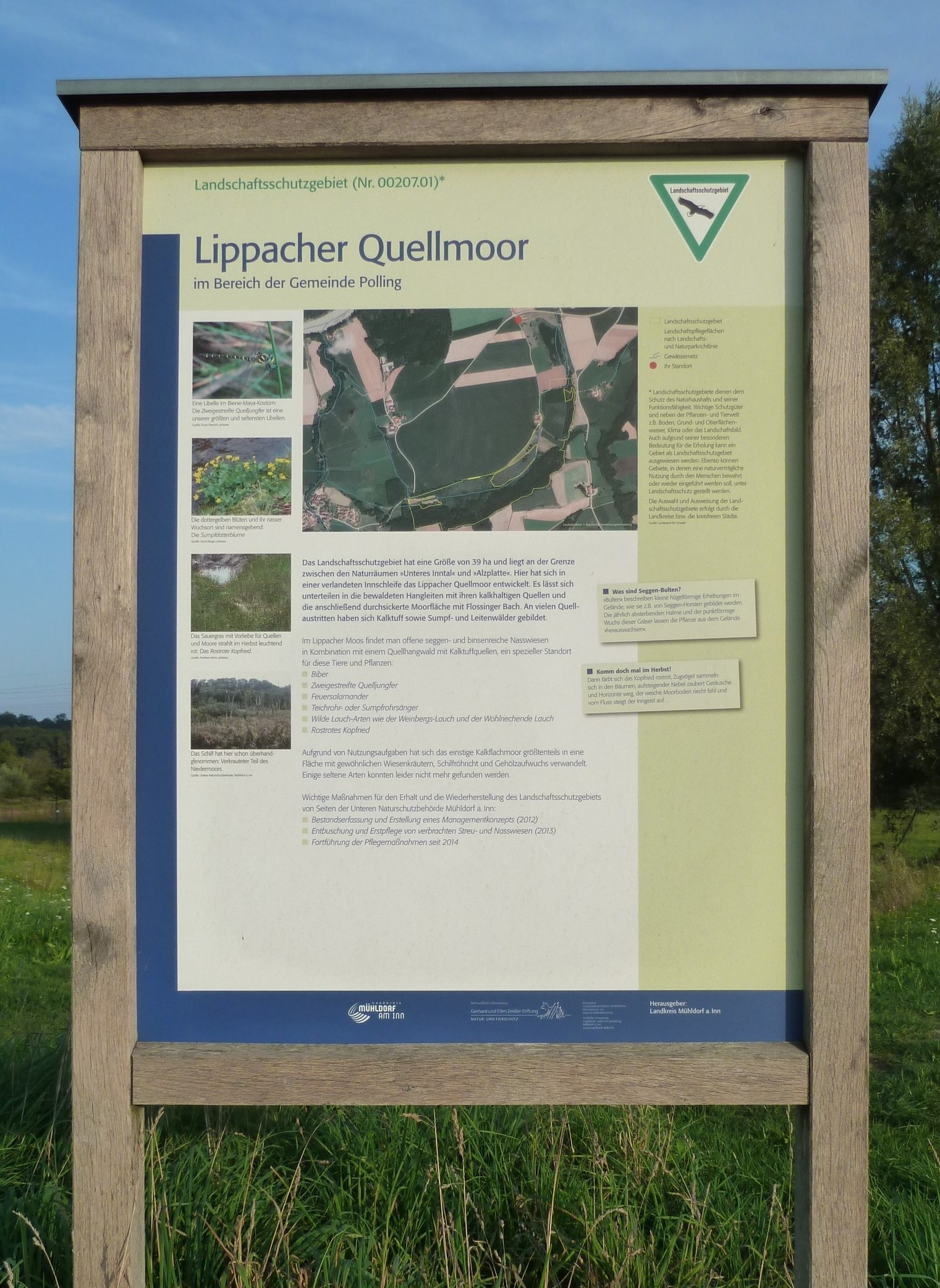
Informationstafel Landschaftsschutzgebiet Nr. 00207.01 Quellmoorhang bei Lippach des Landkreises Mühldorf a. Inn

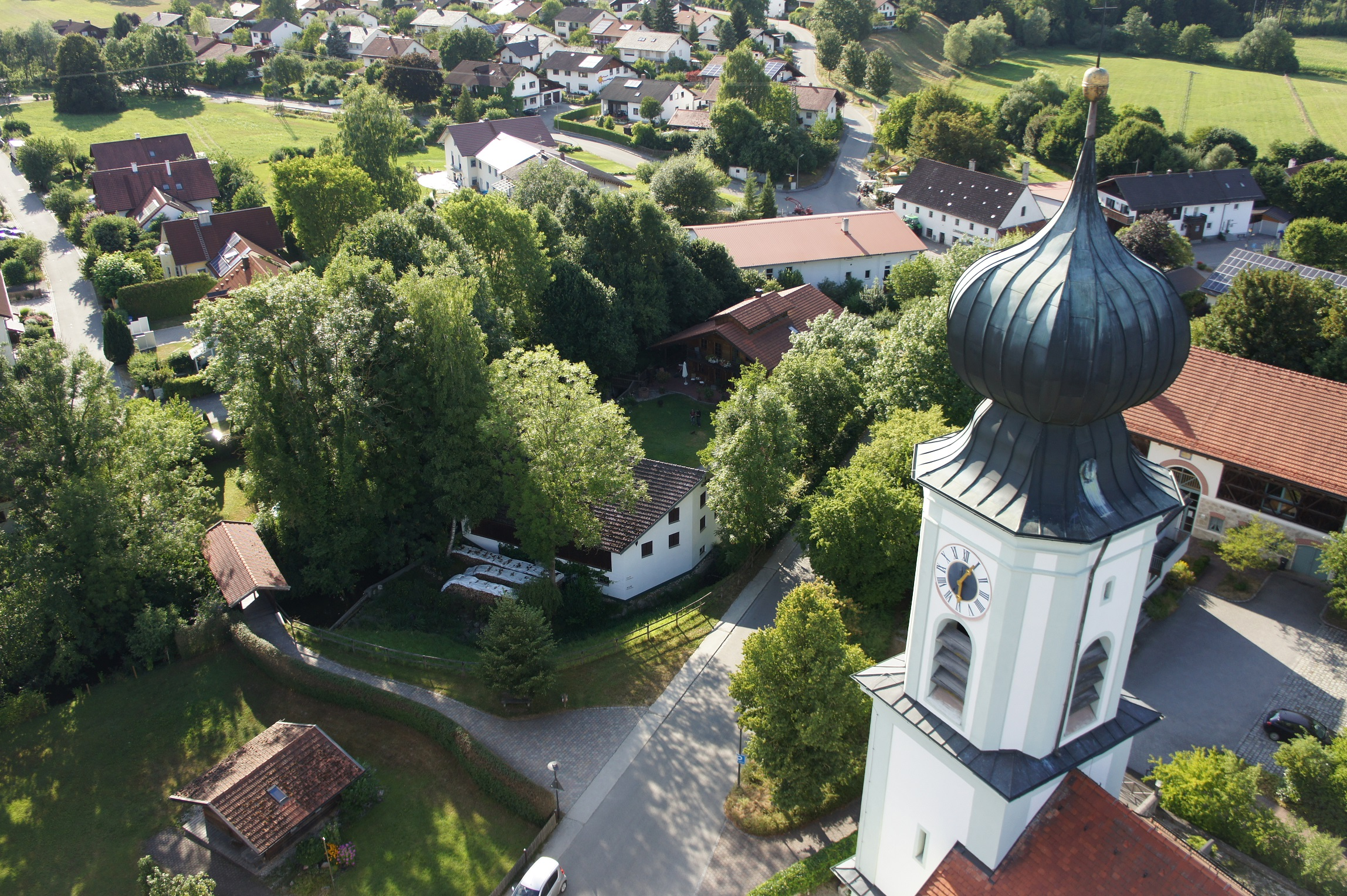
Auf der Wörther Stufe liegende Flossinger Pfarrkirche und darunter auf der Niederndorfer Stufe liegendes Mühlenanwesen und Landmaschinenwerkstätte

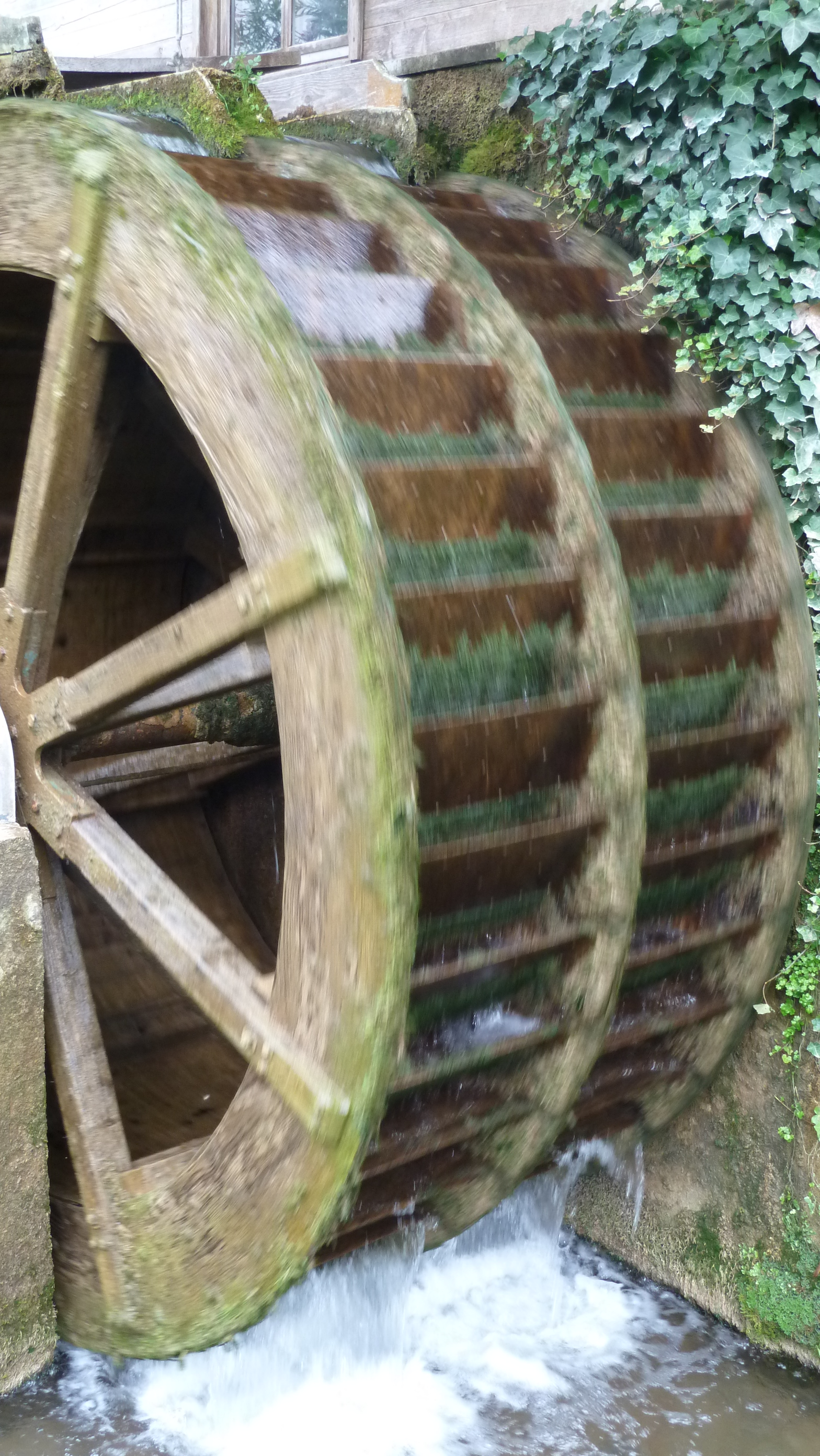
Ein hölzernes Wasserrad nutzt das Gefälle des Flossinger Bachs an der Niederndorfer Terrassenstufe zur Stromerzeugung

Die Landschaft der Gemarkung Flossing bildete sich im Laufe der eiszeitlichen Vergletscherungen. Das heutige Landschaftsbild wurde in erster Linie geprägt durch die Inngletscher der Riß- und der Würmeiszeit und deren Schmelzwasser, welches durch glaziale und fluviale Vorgänge die Alt- und Jungmoränenlandschaft formte. Die Grenze zwischen den tiefer gelegenen tertiären Molasse-Elementen und den eiszeitlichen Schotterebenen ist besonders gut zu erkennen am Flinz auf halber Höhe des Heistinger Inn-Prallhangs, genannt auch Hörndlberg. Dabei handelt es sich um den letzten unverbauten Prallhang des Inns und den mit bis zu 45 m höchsten Flussprallhang innerhalb Europas. Der südliche, höher gelegene Teil des Flossinger Gemarkungsgebiets liegt auf dem Neukirchner Hochterrassen-Schotterfeld, einem Teil der Alzplatte, welche in der Würmeiszeit eisfrei war und deren bis zu 40 m mächtige Schottermoräne sich bereits in der Rißeiszeit bildete. In einer markanten Kante mit über 50 m Höhenunterschied fällt das Gelände in einer Linie nördlich entlang der Ortsteile Gröben, Franking und Klugham steil auf die würmeiszeitlichen Jungmoränenterrassen des unteren Inntals, auf welchem das nördliche Gemarkungsgebiet mit den Hauptorten liegt, ab. Entlang der Hangkante treten zahlreiche Quellen zu Tage, welche zum größeren Teil den Lippacher Quellbach (im weiteren Verlauf Flossinger Bach und Hammerbach) speisen und im Bereich Lippach zur Bildung eines Quellmoorhangs (Landschaftsschutzgebiet Nr. 00207.01 Quellmoorhang bei Lippach) geführt haben. Am Fuße des Quellhangs sammelte sich das Wasser in einem seit etwa 150 Jahren zum größten Teil zu einem Moor verlandeten See, der Volksmund nennt das Gebiet deshalb bis heute „Lippacher Seeleite“. Der Inngletscher formte verschiedene Terrassenstufen. Im Gemarkungsgebiet lassen sich 9 dieser Stufen feststellen, welche mit Ausnahme der Hochterrasse (Neukirchner Schotterfeld) während der Würmeiszeit geformt wurden. Die Stufen wurden nach auf ihnen liegenden Ortschaften benannt:
- Ampfinger Stufe
- Rauschinger Stufe
- Ebinger Stufe
- Wörther Stufe
- Pürtener Stufe
- Gwenger Stufe
- Niederndorfer Stufe
- Neukirchner Hochterrasse
- Alluvionen

Während die Ortschaft Annabrunn komplett auf der Niederndorfer Stufe liegt, liegt Unterflossing zum Teil auf der Pürtener und zum Teil auf der Niederndorfer Stufe; Oberflossing liegt mit dem südlichen Teil auf der Wörther Stufe und mit dem nördlichen Teil auf der Niederndorfer Stufe. Der Stufenumbruch ist hier recht deutlich zu erkennen an der auf der Wörther Stufe liegenden Pfarrkirche St. Johannes der Täufer und dem darunter auf der Niederndorfer Stufe liegenden ehem. Mühlenanwesen, welches das an dieser Stelle entstehende Gefälle des Flossinger Baches energetisch nutzt. Der dort ausgestellte Mühlstein aus Nagelfluh, welcher in der Grundmauer der im Jahre 1770 erbauten Mühle verbaut war, zeugt von der frühen Nutzung der Getreidemühlentechnik an dieser Stelle.

#### Die „Flossinger Berge“
Bedingt durch die sich aus diesen Terrassenplatten ergebenden langgezogenen Hangkanten in der Landschaft, ergeben sich entsprechende Steigungen an den Straßen und Wegen, welche diese überwinden.
Innerhalb Oberflossings hat der Volksmund diesen Steigungen Namen gegeben:
- Der „Kiama“-Berg (=Kirchmaierbauer-Berg) führt kommend von Steinhölzl beim „Kiama“ in die Ortsmitte Oberflossings.
- Der „Pfarrer“-Berg ist die Anhöhe zum Pfarrstadl (als der Pfarrhof noch als Bauernhof bewirtschaftet war, führte dort ein Wirtschaftsweg zum Stadl hinauf).
- Der „Muina“-Berg (=Müller-Berg), der die Anhöhe beim ehem. Mühlenanwesen hinauf zur Ortsmitte unterhalb der Pfarrkirche überwindet.
- Der Schmiedberg führt von der alten Schmiede der Landmaschinenwerkstätte zur Straße des Siedlungsgebiets, welche als Stürzlmooswiesenweg weiter Richtung Hörndlberg verläuft.
- Der Häuslerberg, benannt nach dem dortigen Anwesen, zweigt vom Schmiedberg ab und führt zur Straße des Siedlungsgebiets, welche weiter Richtung Gweng führt.

### Nachbarorte
Im Nordwesten grenzt der Inn das Flossinger Gebiet vom gegenüberliegenden Ebing (Gemarkung Pürten, Stadt Waldkraiburg) und der Gemarkung Altmühldorf (Stadt Mühldorf a. Inn) ab, im Norden grenzt direkt die Kreisstadt Mühldorf am Inn. Im Südwesten bildet der Gallenbach (Frauendorfer Bach) zum Teil die Grenze zur Gemarkung Guttenburg (Markt Kraiburg am Inn). Im Nordosten grenzt ein kurzes Stück direkt an die Gemarkung Polling; im Osten liegt die Gemarkung Grünbach (Gemeinde Polling), im Süden die Gemeinde Oberneukirchen (Verwaltungsgemeinschaft Polling).

### Ortsgliederung
Flossing selbst besteht aus den Ortsteilen Ober- und Unterflossing. Insgesamt hat die Gemarkung 25 Ortsteile:
- Annabrunn (Kirchdorf)
- Deutlhausen (Einöde)
- Ecking (Einöde)
- Fischerhäusl (Einöde)
- Franking (Weiler)
- Furth (Weiler)
- Gießen (Weiler)
- Gröben (Einöde)
- Gweng (Weiler)
- Heisting (Weiler)
- Klugham (Weiler)
- Lenzwald (Einöde)
- Liebhartsberg (Einöde)
- Lippach (Einöde)
- Lohner a. Wald (Einöde)
- Moos (Dorf)
- Oberflossing (Pfarrdorf)
- Obermoosham (Weiler)
- Öd (Einöde)
- Reichwinkl (Einöde)
- Ried (Weiler)
- Seeor (Dorf)
- Steinhölzl (Einöde)
- Unterflossing (Dorf)
- Zaun (Einöde)

### Klima
Das Klima im Flossinger Gebiet ist gemäßigt, jedoch warm. Es ist eine erhebliche Menge an Niederschlägen zu verzeichnen, was auch für den trockensten Monat (Februar) gilt. Klimaklassifikation nach Köppen und Geiger ist Cfb. Die jährliche Durchschnittstemperatur liegt bei 8,3 °C und die Niederschlagsmenge bei 938 mm, wobei sich der Klimawandel insbesondere im Unteren Inntal in den Jahren nach der Jahrtausendwende durch sinkende Niederschläge und steigende Temperaturen bemerkbar macht.

## Geschichte

### Altertum und Frühgeschichte Flossings (bis 6. Jahrhundert n. Chr.)

#### Bronzezeit
Aus den geologischen Erscheinungsweisen (durch den Flossinger Bach aufgefülltes ehemaliges Flussbett des Inns vor und im Ortsbereich Oberflossing) kann geschlossen werden, dass Flossing mit Sicherheit eine Furt über den damals verlaufenden Inn besaß. Die Besiedlung des Ortes reicht mit hoher Wahrscheinlichkeit bis in die Bronzezeit zurück. Die zahlreichen Funde aus der Bronzezeit und der Urnenfelderkultur bestätigen eine Besiedlung der Innterrassen um 1.800 v. Chr. Die Besitzverhältnisse und Nennungen der romanischen Herrscher lassen ebenso darauf schließen, dass es sich bei Flossing um einen sehr alten Siedlungspunkt handeln muss, bei dem eine Verschmelzung der Römer mit der einheimischen, also vorrömischen keltischen Bevölkerung stattfand.

#### Kelten (Eisenzeit)
Zur Keltenzeit war Flossing Teil des keltischen Königreichs Noricum, welches sich über große Teile des heutigen Österreichs erstreckte und im heutigen Bayern von Südosten her bis an den Inn heranreichte. Der Inn war ein wichtiger Transportweg, in der Hallstattzeit und Latènezeit vor allem für das in seinem Unterlauf ab der Salzachmündung in den Alpen gewonnene Salz, später auch für Kalk und Kalkstein aus den nördlichen Kalkalpen. Die meisten Quellen schreiben das hiesige Gebiet den Alauni, einem von dreizehn Stämmen des Keltenvolks der Noriker, zu. Das Wort Alaun begegnet uns heute noch in einem Salz, das zum färben und gerben von Leder verwendet wird.

#### Römer
15 v. Chr. wurde das Königreich Noricum Römische Provinz und damit Teil des Römischen Reichs unter Kaiser Augustus. Die Provinz umfasste in etwa die heutigen österreichischen Bundesländer Kärnten, Salzburg, Ober- und Niederösterreich, die Steiermark sowie Teile Tirols und Südostbayern einschließlich des Chiemgaus bis an den Inn heran. Der Inn als heutige Grenze zwischen Flossing und Ebing bildete damals die Grenze zwischen den römischen Provinzen Noricum auf Flossinger Seite und Raetia auf Ebinger Seite.

### Mittelalter (6. bis 15. Jahrhundert. n. Chr.)

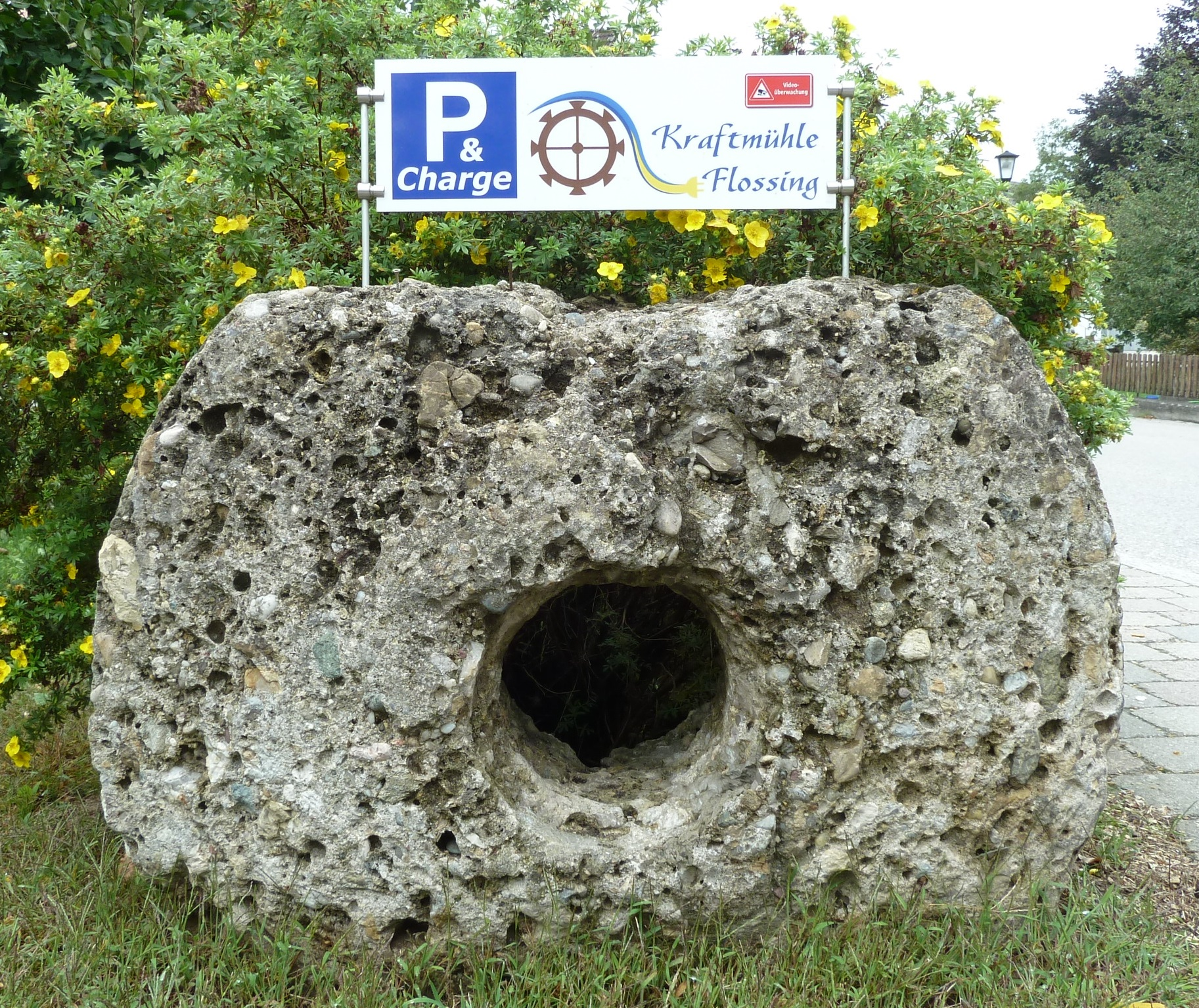
Der Mühlstein aus Nagelfluh, ehemals verbaut in der Grundmauer der 1770 erbauten Getreidemühle, zeugt von der frühen Nutzung der Mühlentechnik in Flossing

#### Bajuwaren
Zum Ende und nach der römischen Herrschaft entstand der Volksstamm der Bajuwaren. Die genaue geschichtliche Herkunft ist nach wie vor umstritten. Vermutet werden kann, dass sich der Stamm aus einheimischen Kelten, verbleibenden Resten der römischen Bevölkerung, und eingewanderten stammesangehörigen der Boiern gebildet hat. Fest steht, dass die Niederterrassen der Flusstäler der Donau und seiner Nebenflüsse wie hier des Inns nach dem Abzug der Römer zuerst (wieder) besiedelt wurden und dass die Bajuwaren ihre ersten Ansiedlungen mit der Endsilbe -ing benannten. Bei Flossing handelt es sich um ein sog. „echtes“ ing-Dorf, der Name stammt aus der Frühzeit der bajuwarischen Landnahme, wobei vermutet werden kann, dass Teile der Namensgebung aus dem romanisch-keltischen mit übernommen wurden. Ähnlich wie die Endsilben -ham und -heim aus späterer Zeit weist die Endsilbe -ing auf Jemanden oder Etwas hin, was an einem bestimmten Ort daheim ist. Flossing könnte man demnach frei übersetzen mit „Dort, wo das fließende Wasser daheim ist“ oder „Dort, von wo das Wasser daherfließt“. Der Name weist vermutlich auf die sehr alte Besiedlung im Zusammenhang mit der alten Innschleife, der Auffüllung dieser durch den Flossinger Bach und in der ersten Zeit vermutlich durch die Innhochwasser, sowie der Furt hin.

#### Erste urkundliche Erwähnung
Zum ersten Mal wurde Flossing als Flozzingon im Güterverzeichnis „Indiculus Arnonis“ des ersten Salzburger Erzbischofs Arn (Arno) im Jahre 788 n. Chr. als Dorf mit Parochialkirche, welche dem Hl. Johannes d. Täufer geweiht ist, genannt. Dass die letzten beiden Laute dieser Endungen (-on, en) im Laufe der Zeit verlorengingen, beruht darauf, dass die bairische und viele andere Mundarten diese Laute „verschluckt“, also weggelassen haben. Im schwäbischen zum Beispiel tragen diese Orte meist nach wie vor die Endung -ingen. Flossing ist damit die älteste Ansiedlung innerhalb der Verwaltungsgemeinschaft Polling. Die Weihe der Pfarrkirche auf den Namenspatron Johannes d. Täufer weist auf eine Taufkirche der Bajuwaren zur Zeit der Christianisierung hin.

#### Die Sage vom Hörndlberg
Am Hörndlberg, an dem der Inn ein hohes Steilufer gebrochen hat, stand vor Zeiten das Hörndlbergschloss. Die wilden Gesellen vom Stampflschloss und vom Guttenburger Schloss überfielen und plünderten bei Tag und bei Nacht die Innschiffe. Am schlimmsten aber sollen es die Hörndlberger bei Flossing getrieben haben. Hatte ein Schiff die Eisenkette gesprengt, die die Stampflleute über den Inn gespannt hatten, kündigten Feuerzeichen den Guttenburgern das Nahen des Schiffzugs. Falls diesen einige Zillen durchs Netz gingen, so meldete ein Horn den Hörndlbergern die Geflüchteten und die gingen gar grausam mit den dann Gefangenen um und schreckten auch vor einem Mord nicht zurück. Die ausgeraubten Schiffsleut ließ der Hörndlberger an die Planken nageln und stieß die Schiffe in den Inn zurück. Als dies wieder einmal geschah, verfluchten die Todgeweihten ihre Hörndlberger Peiniger. Noch in derselben Nacht stieg ein gewaltiges Wetter auf, Blitz und Donner wollten kein Ende nehmen. Am nächsten Morgen ward das Hörndlbergschloss mit sämtlichen Raubrittersleut vom Inn verschluckt.

### Flossing in der Neuzeit (ab 15. Jahrhundert n. Chr.)

#### Kriege und schwere Zeiten

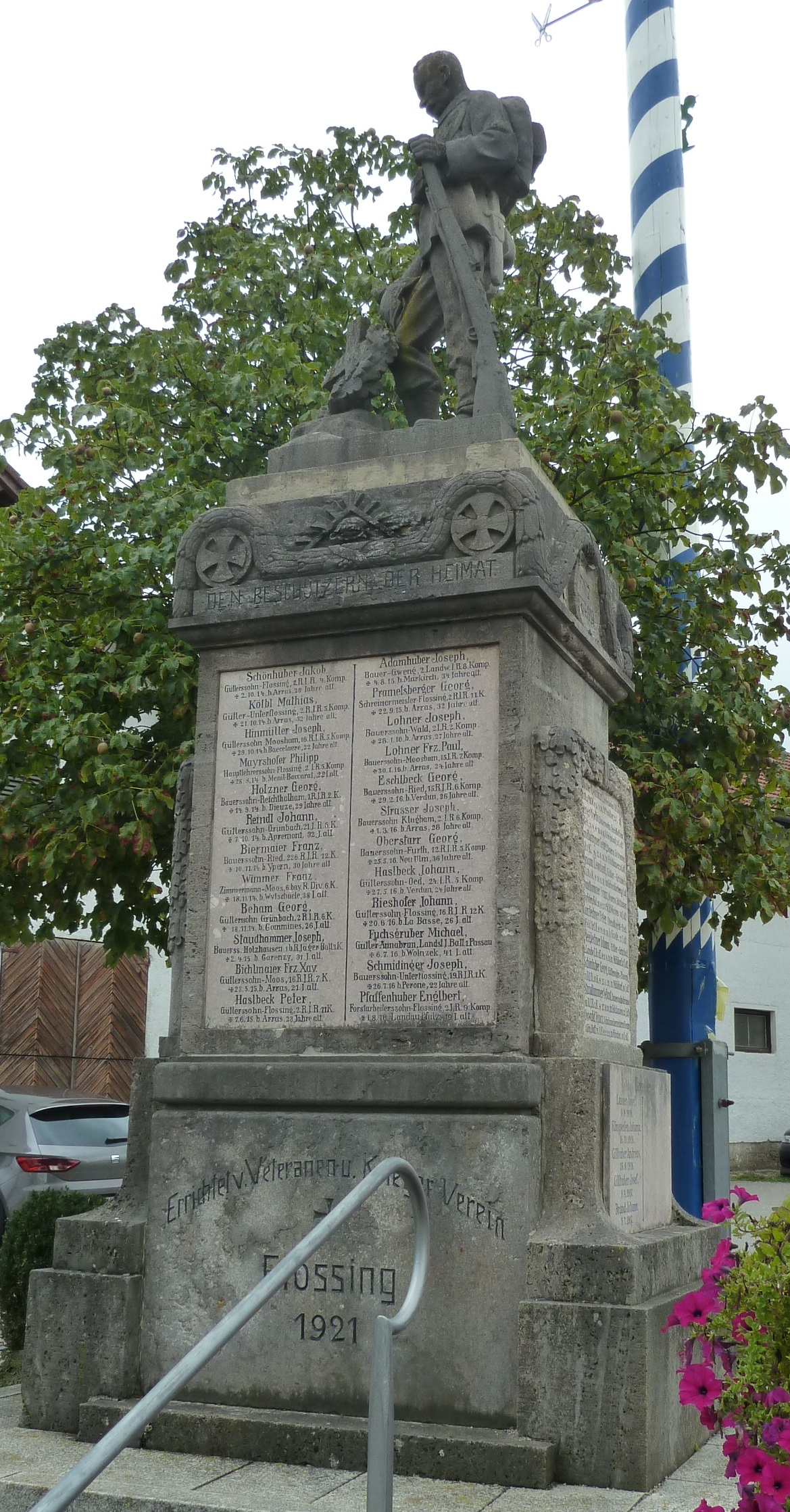
Kriegerdenkmal in der Ortsmitte von Oberflossing

Zwischen 1632 und 1634 und 1648 bekam auch Flossing die Schrecken des Dreißigjährigen Krieges, auch durch Plünderungen der eigenen Soldaten, zu spüren.
Der Sage nach planten zu dieser Zeit die in Altmühldorf liegenden schwedischen Truppen, über den Inn überzusetzen und das benachbarte Flossing zu plündern. Sie vereinbarten, am nächsten Tag mit dem Elf-Uhr-Läuten der Flossinger Pfarrkirche loszuschlagen. Der Altmühldorfer Mesner jedoch erfuhr von diesem Vorhaben und berichtete dem Flossinger Mesner. Dieser unterließ das Elf-Uhr-Läuten und die Schweden verpassten somit den Überfall. Flossing blieb verschont. Seit dieser Zeit gibt es in Flossing kein Elf-Uhr-Läuten mehr.
Immer wieder gab es Streitigkeiten zwischen dem Bayern zugehörigen Flossing und der 935 n. Chr. erstmals erwähnten und bis 1803 Salzburg zugehörigen Stadt Mühldorf. So wurden bereits im Jahre 1557 Grenzsteine gesetzt, welche 1665 durch Grenzsäulen, die auf der einen Seite das bayerische und auf der anderen das Salzburger Wappen trugen, ersetzt wurden. Bei Säule Nr. 8 bei Hammer befand sich auf Flossinger Gebiet der Galgen, an dem Verbrecher, die die Stadt Mühldorf an Bayern ausliefern musste, gehängt wurden. Als im Jahre 1750 ein Innhochwasser 100 Tagwerk Grund der Stadt Mühldorf vernichtet hatte, kultivierten die Mühldorfer Bauern das Ödland bei Tegernau, welches bisher gemeinsam von Flossinger und Mühldorfer Bauern als Weideland genutzt wurde. Daraufhin nahmen die Flossinger, bewaffnet mit Sensen und Dreschflegeln, das Land gewaltsam in ihren Besitz und trieben ihr ganzes Vieh auf. Erst 1794 kam ein Vergleich zustande und die Tegernau wurde unter den feindlichen Nachbarn aufgeteilt.

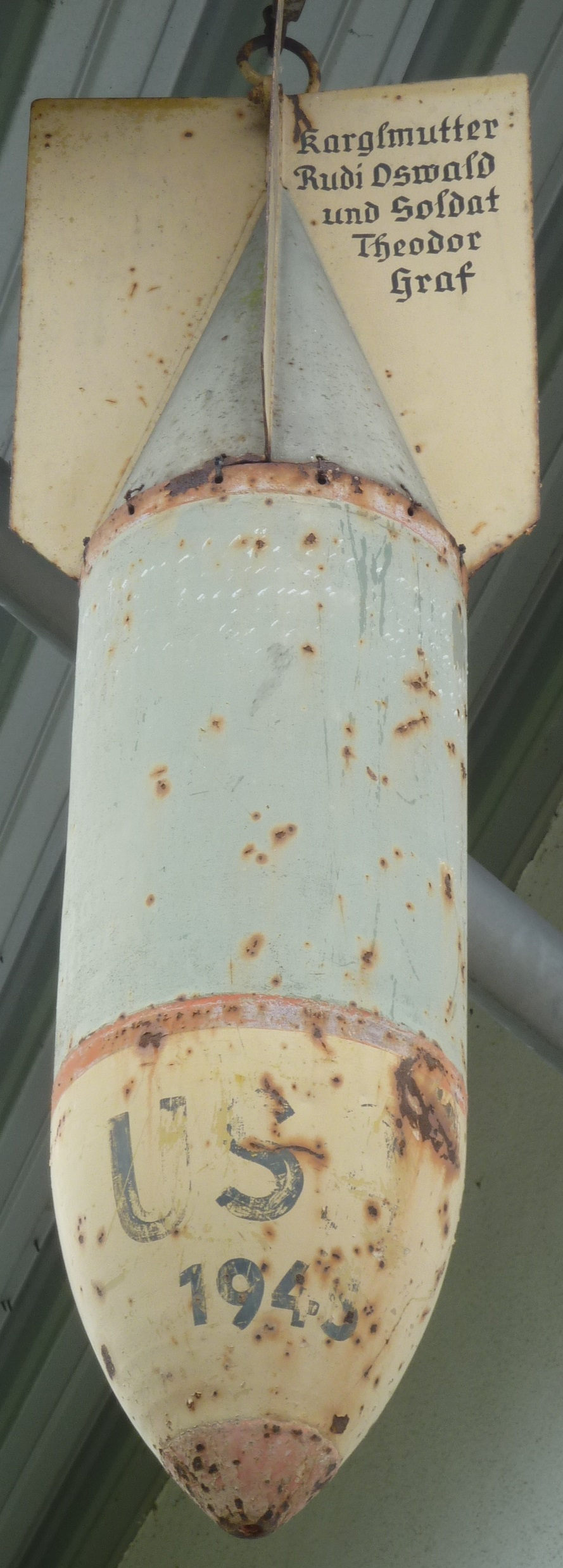
Im 2. Weltkrieg auf Flossing abgeworfener Bomben-Blindgänger der USA

Im Jahre 1705 fiel fast der gesamte Ort und die Pfarrkirche einer verheerenden Feuersbrunst zum Opfer. So wurden leider auch wichtige Unterlagen der Pfarrei, wie Sterbe- und Geburtenbücher, vernichtet. Die Pfarrkirche wurde in den Folgejahren neu erbaut und im Jahr 1720 wieder dem Hl. Johannes d. Täufer geweiht.
Der Bayerisch-Österreichische Erbfolgekrieg brachte neben Hunger und Krieg auch Mord, Totschlag und die Pest nach Flossing. Dadurch gab es zahlreiche Verluste in der Flossinger Zivilbevölkerung zu beklagen.
In den Deutschen Einigungskriegen hatte Flossing 16 Kriegsteilnehmer und Gefallene zu verzeichnen.
Im Landkreis Mühldorf wurde am 1. August 1914 um 20:00 Uhr die Mobilmachung angeordnet. Im Ersten Weltkrieg hatte die Gemeinde Flossing 49 Gefallene und Vermisste zu beklagen.

##### Der Zweite Weltkrieg 1939 bis 1945
Bereits 1934 wurde vom NSDAP-Kreisleiter Polling zum Stützpunkt für die Gemeinden Flossing, Forsting, Grünbach, Mörmoosen, Polling und Oberneukirchen bestimmt, welcher im Jahre 1938 vor Beginn des Zweiten Weltkriegs zur NSDAP-Ortsgruppe erhoben wurde. Auf Flossing und Annabrunn erfolgten drei Bombenangriffe der US-Amerikaner, am 4. November 1944, am 8. Januar 1945 und am 20. April 1945. Dabei wurden mehrere Gebäude zerstört und es waren drei Todesopfer zu beklagen. Davon zeugt ein bei der Landmaschinenwerkstätte aufgehängter US-amerikanischer Bomben-Blindgänger, welcher dort in einen Fischweiher gefallen war. Am 7. Mai 1945 marschierten die Amerikaner nach Flossing ein.
Die Gemeinde Flossing hatte 93 Gefallene und Vermisste zu beklagen.

##### Hochwasser 1954
Im Juli des Jahres 1954 war die Region Südostbayern nach längeren ausgiebigen Regenfällen von einem Hochwasser betroffen. Auch der Flossinger Bach führte Hochwasser, etliche Anwesen wurden überschwemmt.

##### Tschernobyl 1986
Nach dem Super-GAU im 4. Reaktorblock des russischen Atomkraftwerks Tschernobyl war die Region auf Grund der herrschenden Ostwetterlage nicht unerheblichem radioaktivem Fallout in Form radioaktiven Regens ausgesetzt. Noch heute sind die Folgen spürbar, z. B. sind vornehmlich Röhrenpilze wie Maronen derart mit Cäsium-137 kontaminiert, dass von einem Verzehr größerer Mengen abgeraten wird.

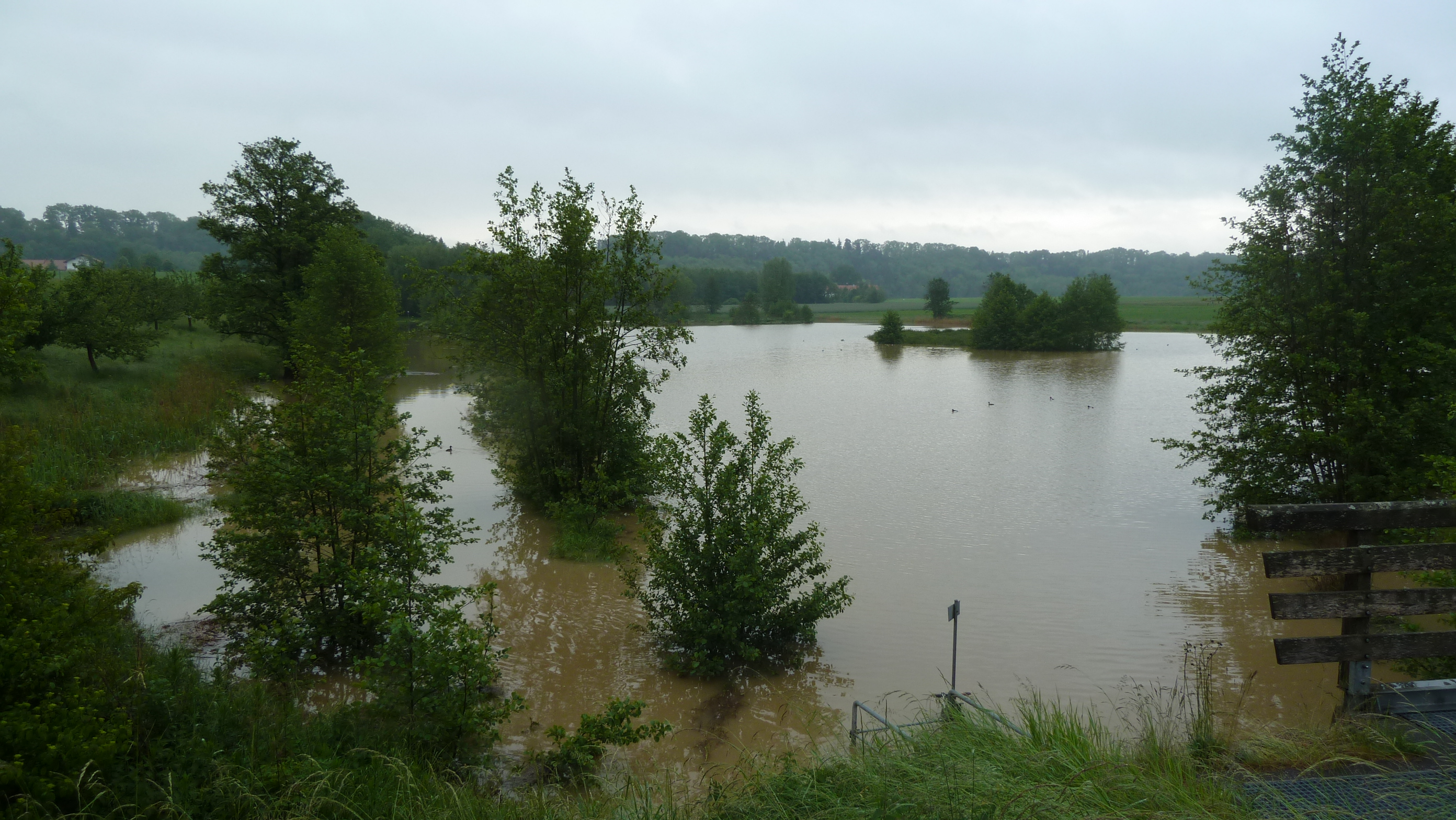
Flossinger Hochwasserrückhaltebecken am 2./3. Juni 2013 leicht überstaut

##### Hochwasser 1991
Am 1. August 1991 wurde Flossing erneut von einer schlimmen Hochwasserkatastrophe heimgesucht. Der Flossinger Bach konnte nach anhaltenden, starken lokalen Niederschlägen die über den Reichwinklgraben von Richtung Oberneukirchen herangeführten Wassermassen nicht mehr fassen. Zu allem Überfluss verstopfte ein Straßendurchlass zwischen Reichwinkl und Klugham mit Schwemmgut, wodurch die dortige Talsenke volllief; bis die Wassermassen sich selbst ihre Bahn schufen und die gesamte Straße wegrissen, so dass die aufgestauten Fluten ungehindert in einem Schwall nach Oberflossing stürzten. Unter anderem dadurch, und durch inzwischen bei gemeindlichem Straßenbau verrohrte Teilstücke des Baches im Ort Oberflossing, hatte das Hochwasser schlimmere Auswirkungen als 1954. Es liefen nicht nur Keller, sondern die meist auf der Niederndorfer Stufe gelegenen Gebäude im Erdgeschoss teilweise bis zur Decke voll Wasser. Autos wurden weggespült, die gelagerten Holzstapel des Sägewerks in der Annabrunner Straße fanden sich auf den Wiesen verteilt Richtung Annabrunn wieder. Es waren hohe Sachschäden, aber Gott sei Dank keine Schwerverletzten oder Todesopfer zu beklagen. 1998 konnte daraufhin eine Hochwasserfreilegung mit einem großen Hochwasserrückhaltebecken realisiert werden, welches als Flossinger See im Sommer zum baden und im Winter zum Schlittschuhlaufen und Eisstockschießen einlädt.

### Flossing heute

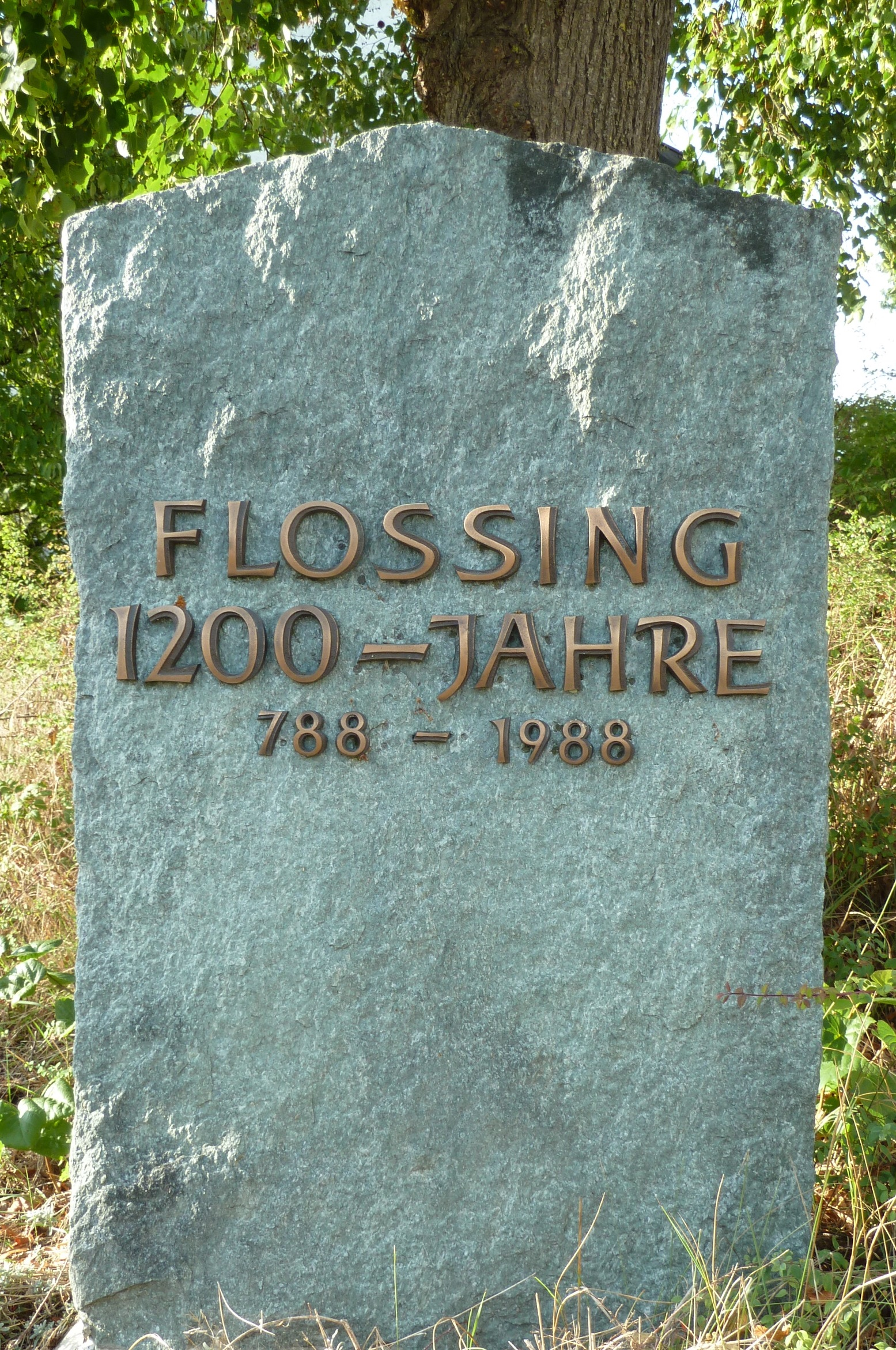
1200 Jahre Flossing 788-1988

1988 konnte Flossing mit vielen Veranstaltungen im Rahmen eines Festjahres seine 1200-Jahr-Feier (788-1988) begehen. Zahlreiche Vereine und Bürger beteiligten sich am historischen Festzug.

#### Dorferneuerung Flossing

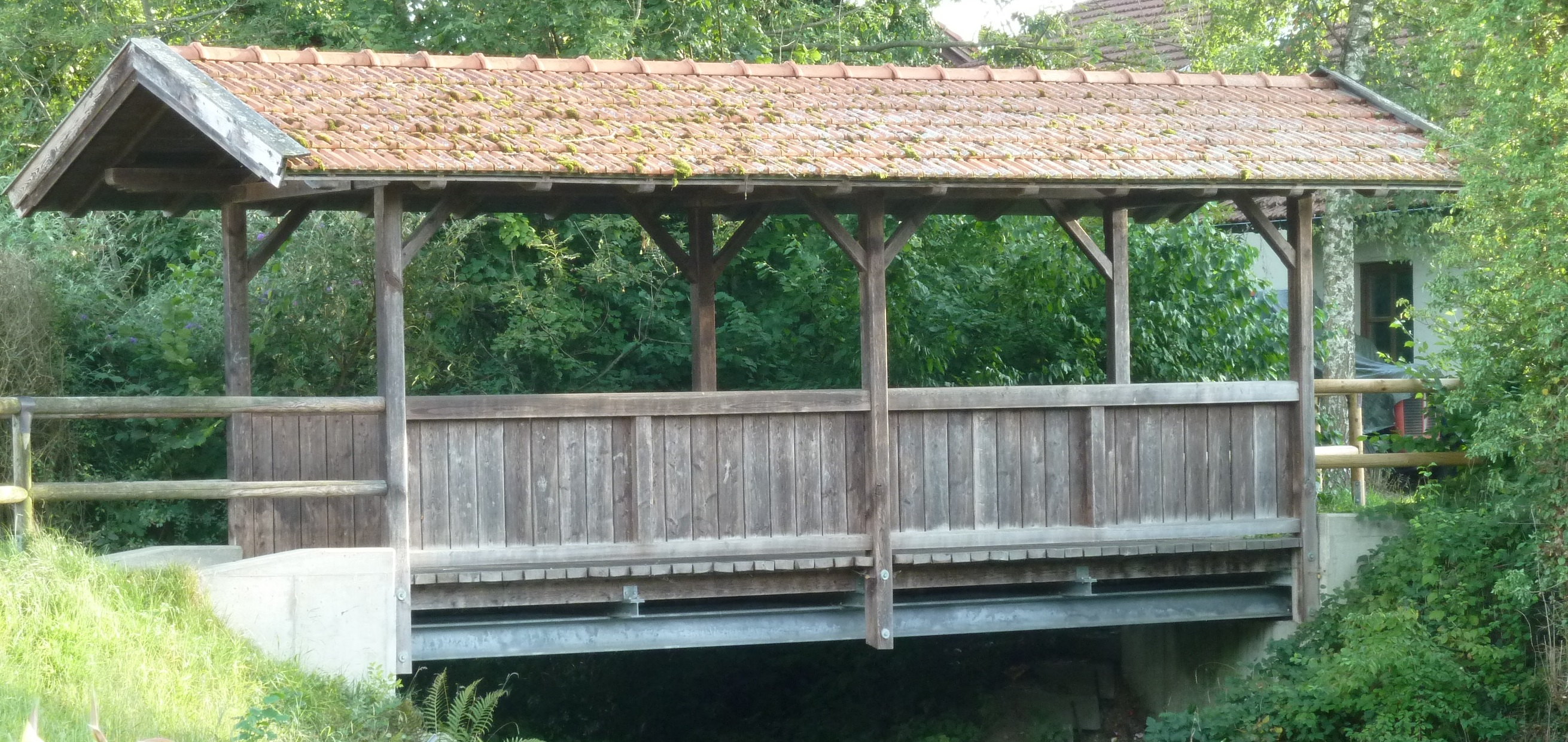
Während der Dorferneuerung erstellte überdachte Holzbrücke über den Flossinger Bach in Oberflossing

Gefördert durch das Amt für ländliche Entwicklung Oberbayern wurde mit hoher Bürgerbeteiligung und großem Bürgerengagement in den Jahren 1996 bis 2006 in Flossing eine Dorferneuerung durchgeführt. Diese war in allen Belangen ein deutlicher Gewinn für den Ort. Viele von der Gemeinde bisher nicht angegangene Projekte konnten in Angriff genommen und erfolgreich zum Abschluss gebracht werden. So wurde der Pausenhof der Schule endlich kindgerecht gestaltet. Nachdem die Ortsumfahrung der Staatsstraße 2092 durch das Straßenbauamt Rosenheim sowie das Hochwasserrückhaltebecken durch das Wasserwirtschaftsamt Rosenheim fertig gestellt waren, konnte die Neugestaltung der Ortsmitte rund um das Kriegerdenkmal sowie der ehemaligen Hauptdurchgangsstraße (Kraiburger Str.) durchgeführt werden. Im gleichen Zuge verlegte die Gemeinde nun auch im Dorfkern die Abwasserkanalisation. Der Bachlauf durch die Ortsmitte wurde ebenfalls neu gestaltet und renaturiert, die Betoneinfassungen wurden zurückgebaut und durch eine Uferbefestigung aus Nagelfluh ersetzt sowie die vielen für Flossing charakteristischen kleinen Bachbrücken erneuert. In der Ortsmitte konnte die Anbindung des Siedlungsgebiets an den Dorfkern durch die Erstellung des „Kirchenbrückerls“ über den Flossinger Bach wesentlich verbessert werden, dazu wurde beim Mühlenanwesen der Umgehungsbach verlegt und neu gestaltet. Insgesamt konnte der Ort erheblich an Lebensqualität gewinnen.

#### Verwaltungszugehörigkeit
Flossing gehörte zum Rentamt Burghausen und zum Landgericht Mörmoosen, welches später mit dem Landgericht Craiburg vereinigt wurde, des Kurfürstentums Bayern. Bei den Verwaltungsreformen in Bayern entstand mit dem Gemeindeedikt von 1818 die Gemeinde Flossing.
Im Zuge der bayerischen Gebietsreform zu Beginn der 1970er Jahre wurde die Gemeinde Flossing mit Wirkung vom 1. Januar 1972 der Gemeinde Polling (Kreis Mühldorf a. Inn) zugeordnet. Bereits am 1. Januar 1970 war die Gemeinde Forsting und am 1. Juli 1970 die Gemeinde Grünbach in die Gemeinde Polling eingegliedert worden. Ursächlich für diese Entwicklung waren in erster Linie wirtschaftliche Gründe. Während Flossing auf Grund des Mangels an finanziellen Mitteln seinen Aufgaben zu dieser Zeit kaum nachkommen konnte (es konnten kaum Baugebiete ausgewiesen werden und die Herstellung einer zentralen Wasserversorgung scheiterte), siedelte sich in Weiding im Pollinger Gemeindebereich mit der Allgäuer Alpenmilch AG (Bärenmarke) der ehemals größte Arbeitgeber des Landkreises Mühldorf an, so dass Polling zur damaligen Zeit eine der einnahmenstärksten Gemeinden im Landkreis war.
Bedingt durch die Eingemeindung ist der Ort im Vergleich zu seiner Geschichte heute kaum noch von Bedeutung. Seit die Gemeinde alle öffentlichen Einrichtungen in Polling konzentrieren möchte und von verschiedenen Seiten auch die Auflösung des Schulstandorts Flossing betrieben wird, gibt es Unmut in der Bevölkerung und Bestrebungen zur Wiedererlangung der kommunalen Selbständigkeit. Auch der Streit um den Standort einer Kinderkrippe im Jahr 2018, welche nach Bürger- und Ratsentscheiden am Standort Polling errichtet wird, trug zur nachhaltigen Spaltung der Bevölkerung bei.

## Politik

### Bürgermeister der Gemeinde Flossing
| Zeitraum  | Bürgermeister        |
| --------- | -------------------- |
| 1836–1838 | Lorenz Bachmann      |
| 1838–1854 | Josef Kaltner        |
| 1854–1858 | Schmidinger          |
| 1858–1861 | Josef Lohner         |
| 1861–1864 | Sebastian Schönhuber |
| 1864–1867 | Josef Lohner         |
| 1867–1873 | Josef Oberstarr      |
| 1873–1876 | Johann Kaltner       |

| Zeitraum  | Bürgermeister       |
| --------- | ------------------- |
| 1876–1884 | Jakob Schmidinger   |
| 1884–1888 | Franz X. Scheitzach |
| 1888–1925 | Georg Schuhbeck     |
| 1925–1936 | Josef Schmidinger   |
| 1936–1945 | Johann Kaltner      |
| 1945–1948 | Georg Galneder      |
| 1948–1971 | Johann Kaltner      |

### Einwohnerentwicklung
| Jahr      | 1838 | 1861 | 1939 | 1945 | 1946 | 1947 | 1950 | 1961 | 1970 | 1972 | 1987 |
| --------- | ---- | ---- | ---- | ---- | ---- | ---- | ---- | ---- | ---- | ---- | ---- |
| Einwohner | 545  | 649  | 838  | 800  | 1183 | 1380 | 1219 | 923  | 917  | 950  | 910  |

Der vorübergehende Anstieg in den Nachkriegsjahren ist bedingt durch die zahlreiche Aufnahme von Heimatvertriebenen. Nach der Eingemeindung ist die Einwohnerzahl weiter abgesunken. Die Einwohnerzahlen der Ortschaft Moos, welche zu einem Teil der Gemarkung Polling und zu einem Teil der Gemarkung Flossing zugehörig ist, wurden nach 1972 im Verhältnis der Bevölkerungszahlen zum Eingemeindungszeitpunkt (31,5 % Flossing, 68,5 % Polling) hochgerechnet. Da die Gemeinde Polling keine Einwohnerzahlen von Ortsteilen oder Gemarkungen veröffentlicht und nach 1987 auch das statistische Landesamt Bayern nicht mehr, liegen neuere Zahlen nicht vor. Durch rege Bautätigkeit ab den 1990er Jahren in Ober- und Unterflossing sowie Annabrunn dürfte die 1000er-Marke jedoch mittlerweile wieder deutlich überschritten sein. Zu den aktuellen Katholikenzahlen der Pfarreien siehe unter „Pfarrei Flossing und Pfarrverband Kraiburg-Flossing“.

### Parteien und politische Gruppierungen
- Christlich Soziale Union (CSU) – Ortsverband Flossing
- Junge Union (JU) – Ortsverband Flossing
- Freie Wähler (FW) – Ortsverband Polling-Flossing
- Bündnis 90/Die Grünen – Ortsverband Polling-Oberneukirchen

## Religion

### Religionsgeschichte
Während der Keltenzeit hingen die Bewohner der Keltischen Religion und keltischen Riten an, Stammesgott war Alaunus. Als das keltische Königreich Noricum um 15 n. Chr. Teil des Römischen Reiches wurde, wurde auch hier die Römische Religion Staatsreligion, bis im Römischen Reich 380 n. Chr. das Christentum zur Staatsreligion erhoben wurde. Da die Noriker als einziges Keltenvolk nicht gewaltsam in das Römische Reich integriert wurden und außerdem der Norische Stahl wichtigstes Waffenmaterial war, konnte man sich jedoch viele Freiheiten erhalten. Mit der bajuwarischen Besiedelung hielten teilweise auch germanische Religionen und Bestattungsriten Einzug. Ab 615 n. Chr. begann mit der Missionierung iro-schottischer Mönche der Übergang zum Katholizismus und es wurden katholische Bistümer im bajuwarischen Herzogtum gegründet. Das älteste von ihnen ist das im Jahr 696 gegründete Bistum Salzburg, zu dem ursprünglich auch Flossing mit seiner 788 erwähnten Taufkirche gehörte. Heute ist Flossing Teil des Erzbistums München und Freising.
Die lutherische Reformation hatte in Flossing kaum Auswirkungen. Um 1530 machten aber Wiedertäufer von sich Reden. Genannt ist ein Wiedertäufer auf einem Hof in Moßhaim (=Obermoosham). Die Wiedertäufer gehörten der Hutterischen Glaubensrichtung an, welche in die Vereinigten Staaten von Amerika und nach Kanada emigrieren mussten und dort noch heute eine bairische Mundart sprechen.

### Religion heute

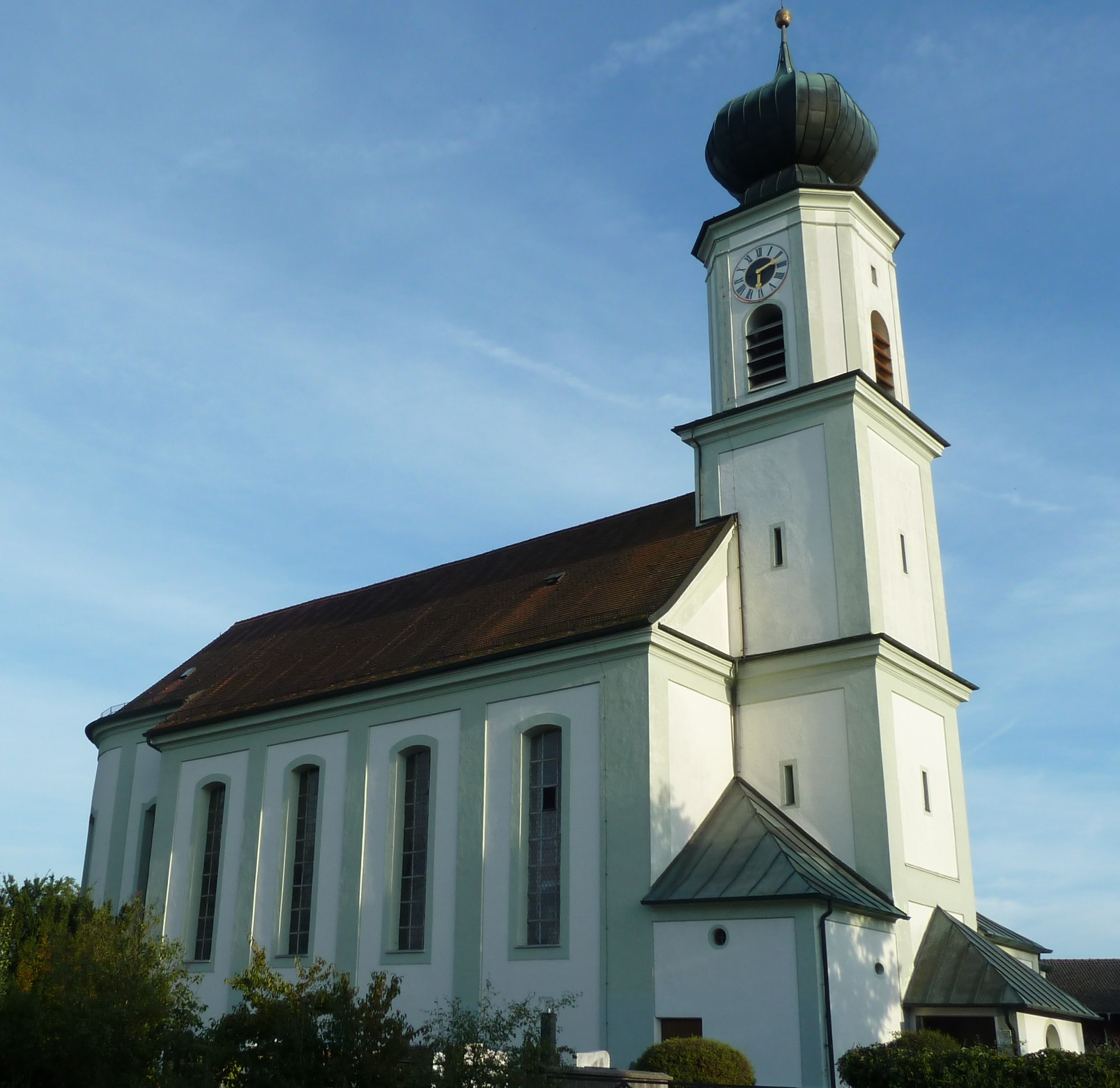
Katholische Pfarrkirche St. Johannes der Täufer, Oberflossing

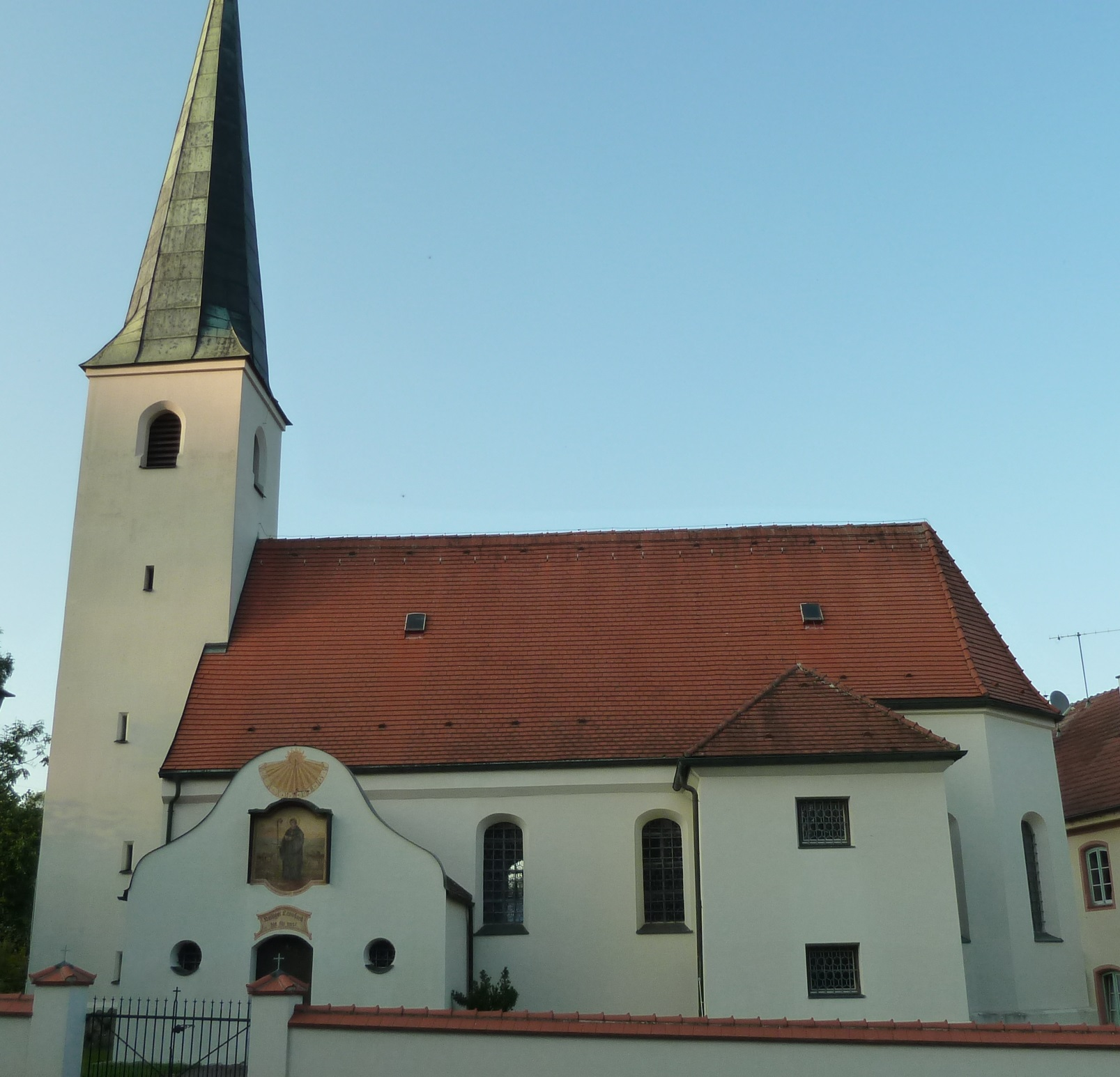
Filialkirche St. Leonhard, Grünbach

Der weitaus überwiegende Anteil der Bevölkerung ist heute römisch-katholisch und nur ein geringer Teil evangelisch, wenn auch die Austrittswelle aus den Kirchen vor der Pfarrei Flossing nicht Halt macht. Seit der aktuellen Einwanderungswelle aus islamisch geprägten Ländern nach Deutschland hat auch Flossing einen wechselnden Anteil Moslems der schiitischen und sunnitischen islamischen Glaubensrichtungen, welche allerdings meist nach dem Abschluss des Asylverfahrens in größere Städte abwandern.

#### Pfarrei Flossing und Pfarrverband Kraiburg-Flossing

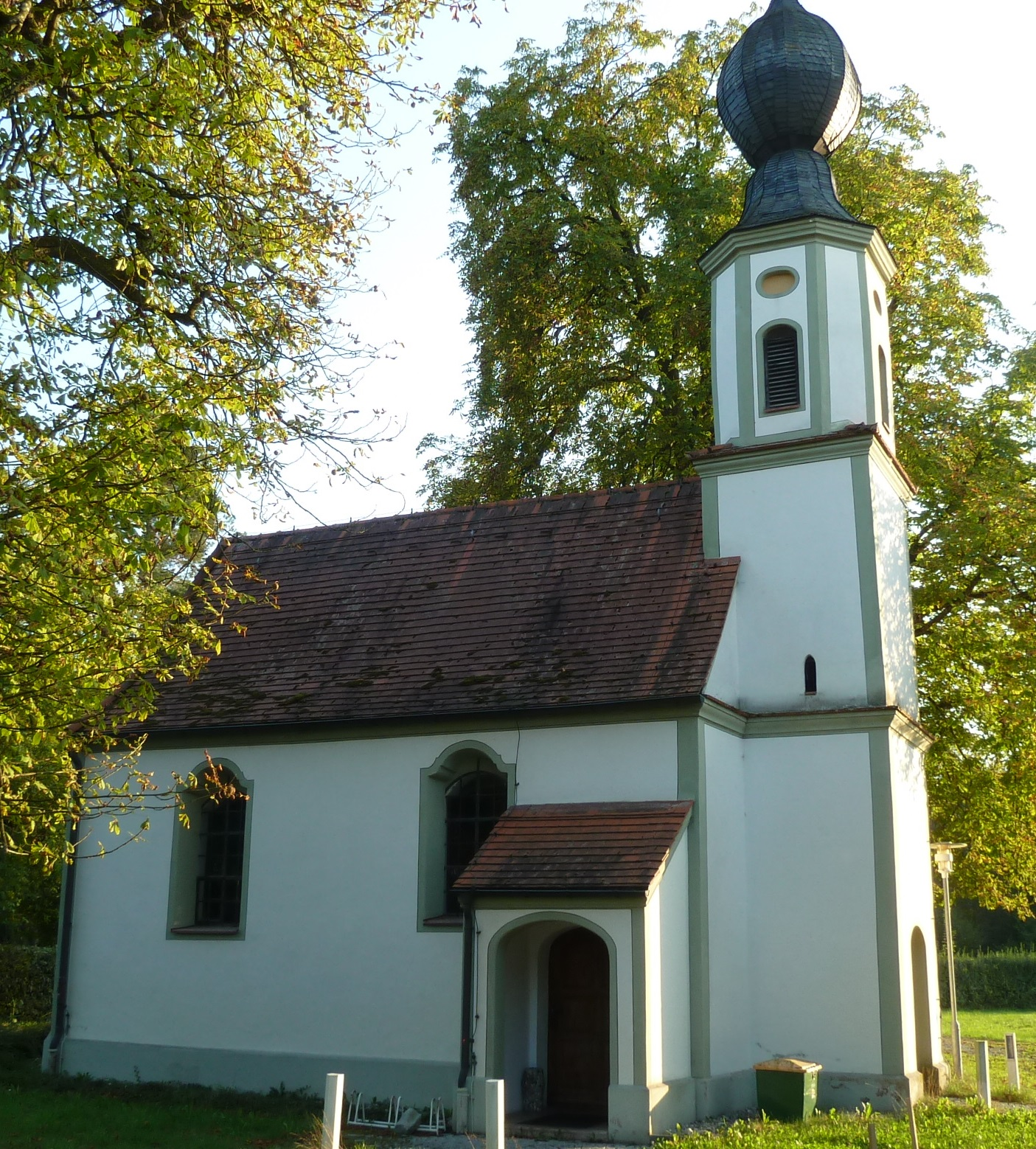
Filialkirche Hl. Mutter Anna, Annabrunn

Die kath. Pfarrei Flossing St. Johannes der Täufer, erstmals 788 im Güterverzeichnis des Bistums Salzburg erwähnt, ist die Ursprungspfarrei der heutigen Pfarreien Flossing. und Oberneukirchen sowie der Kuratie Polling. Von 1615 bis 1803 war die Pfarrei Flossing Teil des Kollegialstifts Mühldorf. Im Jahre 1823 wird Oberneukirchen Expositur (= Kuratie) von Flossing, 1861 wird Oberneukirchen zur eigenständigen Pfarrei St. Margareta erhoben. Polling wird bereits um das Jahr 1600 Expositur und ist heute die Flossing zugehörige Kuratie Mariä Heimsuchung. Im Jahr 1987 wurden die beiden Pfarreien und die Kuratie wieder zusammengefasst zum Pfarrverband Flossing. 2025 schließen sich die beiden Pfarrverbände Kraiburg und Flossing freiwillig zum Pfarrverband Kraiburg-Flossing mit sechs Pfarreien (Ensdorf, 284 Katholiken; Flossing, 1016; Grünthal, 526; Kraiburg, 1903; Oberneukirchen, 726; Taufkirchen, 1026) und zwei Kuratien (Frauendorf, 256 Katholiken; Polling, 794) zusammen. Der Pfarrverband Kraiburg-Flossing mit zusammen 6530 Katholiken gehört zum Dekanat Mühldorf im Erzbistum München und Freising.

#### Pfarrer von Flossing

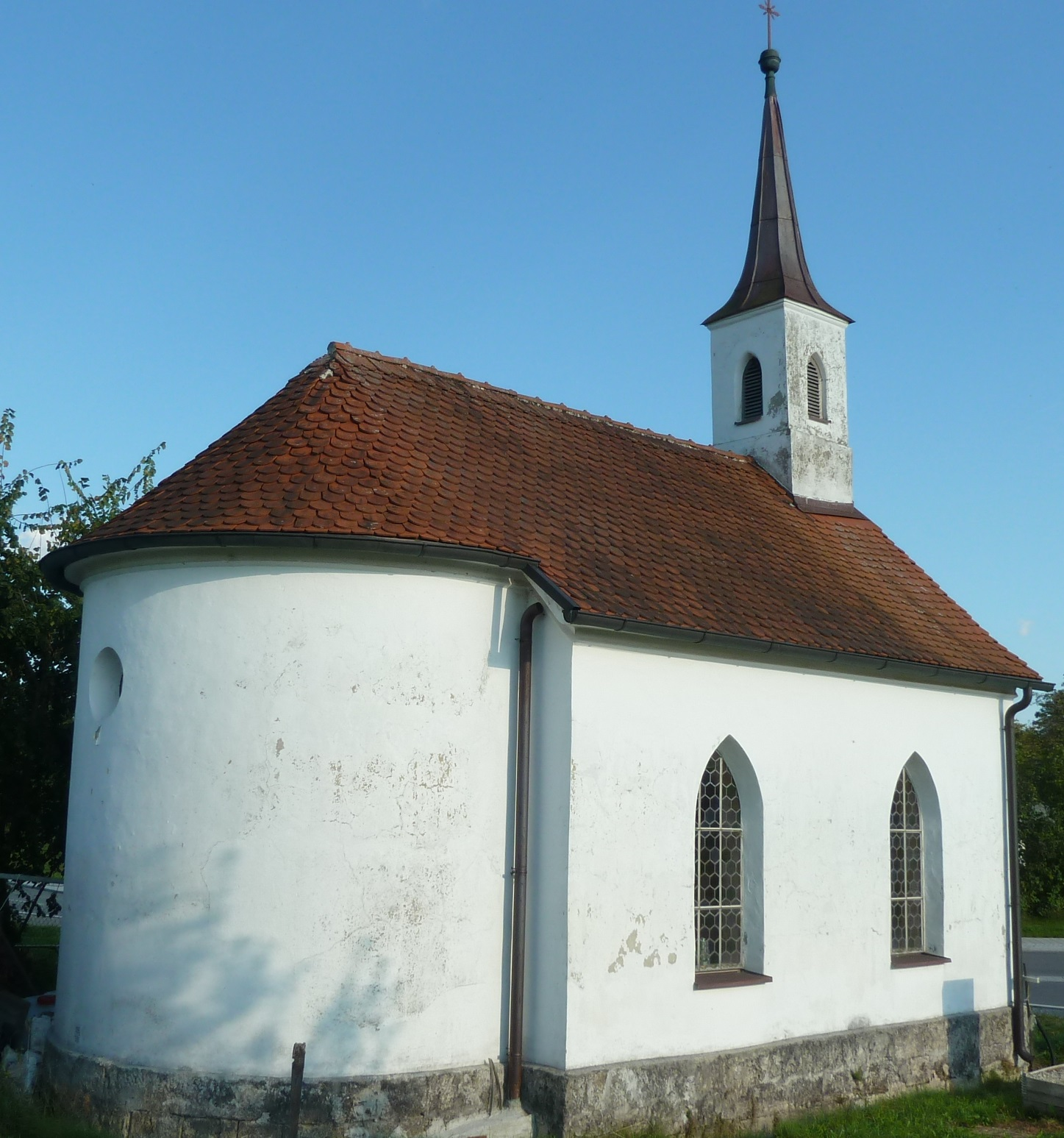
St.-Laurentius-Kapelle, Unterflossing

- 1424 Petrus Rieger, plebanus
- 1486 Joannes Scheyrmayr, parochus
- 1499 Joannes Hofhenn, plebanus
- 1530 Erhard Dollinger
- 1540 Johanner Prockmayer
- 1544 Caspar Außermayr
- 1545 Georgius Pernkopf
- 1558 Andre Grüßl
- 1578 Georgius Fraidt
- 1584 Casparus Lansprecht
- 1615 Simon Hoechensteiner
- 1615 Johannes Ächter
- 1635 Caspar Kolstääter
- 1643 Georgius Greißl
- 1661 Michael Eisenschmidt
- 1685 Franziskus Angerer
- 1686 Johann Wolfgang Merxeisen
- 1692 Johannes Jakob Treitle
- 1694 Johannes Gspann
- 1708 Josef Soiderer
- 1720 Wolfgang Josef Schmidt
- 1736 Franziskus Edmundus Wieser
- 1742 Ignaz Erber
- 1769 Matthias Schauer
- 1772 Johann Erasmus Wimmer
- 1786 Josef Anton Reitmayr
- 1798 Ferdinand Ferchl
- 1832 Lorenz Sporrer
- 1836 Joseph Meisl
- 1855 Franz Jakisch
- 1857 Johann Baptist Eberl
- 1877 Anton Hearing
- 1882 Simon Wurzinger
- 1887 Simon Strobl
- 1897 Max Daiser
- 1913 Johann Baptist Denk
- 1925 Johann Mittermaier
- 1929 Jakob Eisgruber
- 1935 Franz v. Paul Wittschek
- 1948 Georg Eicher
- 1964 Simon Wieser
- 1971 Franz Xaver Obermaier
- 1987 Monsignore Ludwig Scheiel
- 1995 Sebastian Allram
- 2006 Armin Thaller
- 2021 Michael Seifert

#### Pfarrfilialen
Die katholische Pfarrei Flossing hat zwei Filialen: St. Leonhard in Grünbach und St. Anna in Annabrunn. Die Laurentius-Kapelle in Unterflossing ist in Privatbesitz. Die Kuratie Polling hat eine Filiale in Bergham.

#### Marienerscheinungen
Bei der Laurentius-Kapelle in Unterflossing soll es in den Jahren 2017 und 2018 mehrere Marienerscheinungen im Zusammenhang mit dem italienischen Seher Salvatore Caputa gegeben haben, an denen mehrere hundert Gläubige teilgenommen haben und die für großes Aufsehen auch in der Presse sorgten. Die katholische Amtskirche hat sich davon nach Prüfung distanziert.

## Infrastruktur und öffentliche Einrichtungen

### Verkehr

#### Verkehrserschließung
Verkehrsmäßig ist Flossing erschlossen über die Staatsstraße 2092, welche beginnend von der Anschlussstelle 20 (Mühldorf-Nord) der Bundesautobahn A94 über Mühldorf a. Inn, Unterflossing und Oberflossing nach Kraiburg a. Inn führt; und von dort aus weiter über Wasserburg a. Inn, Bad Endorf und Prien a. Chiemsee bis zur Anschlussstelle 107 (Bernau a. Chiemsee) der Bundesautobahn A8. Weiterhin über die Staatsstraße 2355, welche bei Oberflossing beginnend von der Staatsstraße 2092 abzweigt und über Oberneukirchen bis nach Garching a. d. Alz zur B299 führt. Der Gemeindeort Polling ist von Flossing aus lediglich über eine schlecht ausgebaute Gemeindeverbindungsstraße erreichbar. Per Fahrrad ist die Kreisstadt Mühldorf von Oberflossing aus über Annabrunn und Starkheim gut erreichbar, eine Radwegverbindung in den Ortsteil Polling fehlt dagegen völlig, ebenso wie Radwege entlang der beiden Staatsstraßen.

#### Öffentlicher Nahverkehr
Die Städte Mühldorf a. Inn und Waldkraiburg sowie der Markt Kraiburg a. Inn sind über die Buslinien 6225 und 7509 angebunden. Der nächstgelegene Bahnhof ist Mühldorf (Oberbay), der zentrale Knotenbahnhof der Südostbayernbahn (SOB).

#### Innschifffahrt
Der Inn, einst wichtigster Transportweg, spielt heute im Verkehr keine Rolle mehr. In den Jahren 1854 bis 1858 verkehrten zwischen Passau und Rosenheim sogar Dampfschiffe. Der wechselnde Wasserstand, viele Nebeltage und die aufkommende Eisenbahn sorgten für das Ende der Innschifffahrt gegen Ende des 19. Jahrhunderts.

### Öffentliche Einrichtungen

#### Kommunale Einrichtungen

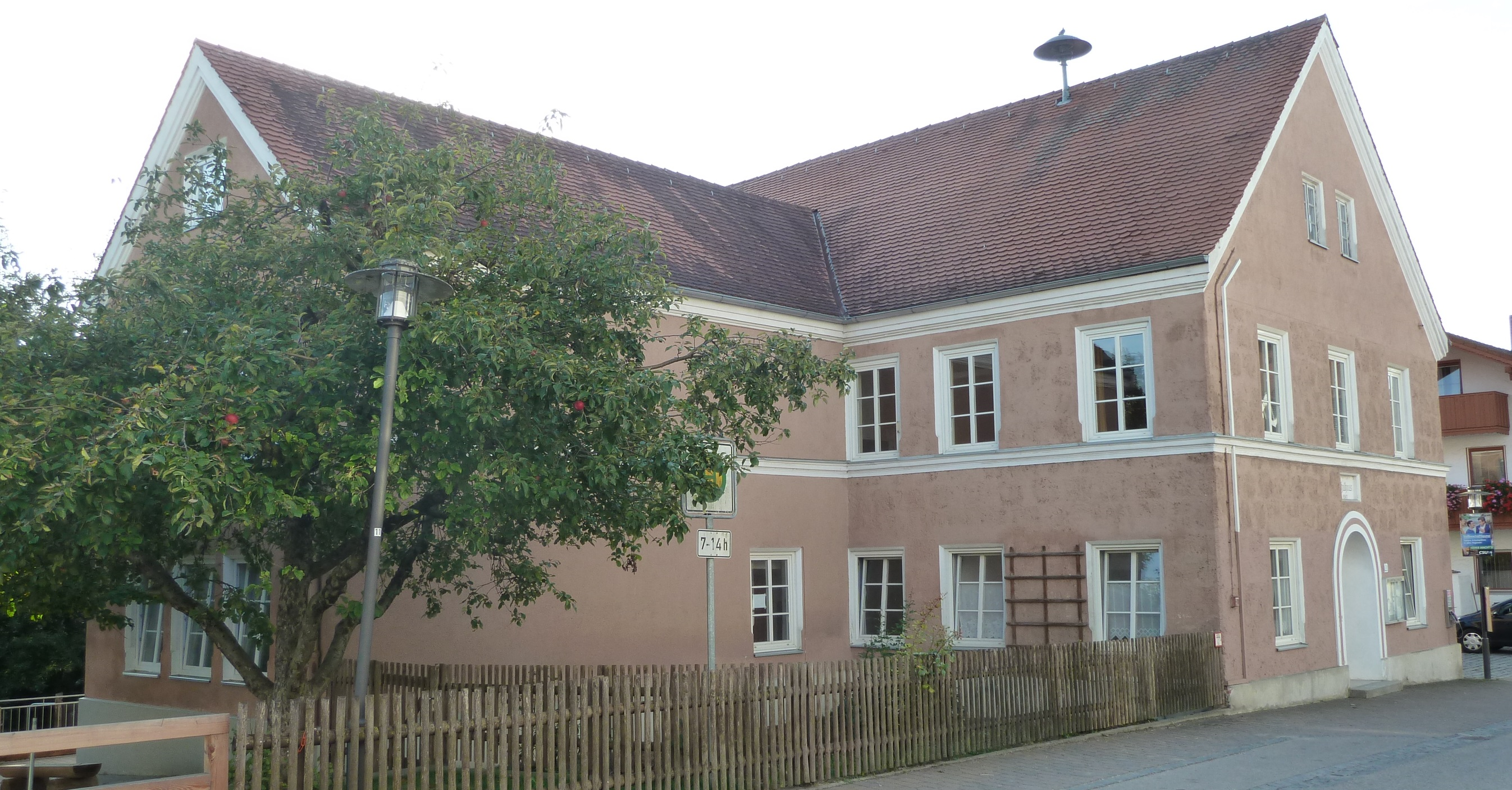
Grundschule Flossing, denkmalgeschützter Tuffsteinbau aus dem Jahr 1853

##### Schulen
Flossing verfügt über eine in den Jahren 1852/53 von der Gemeinde Flossing als Volksschule erbaute Grundschule, in welcher bis 1966 die Kinder des Schulsprengels Flossing (Gemeinden Flossing und Grünbach) unterrichtet wurden. 1966 wurde der Schulsprengel Flossing Polling zugeordnet. In dem denkmalgeschützten Tuffsteinbau werden derzeit die ersten und zweiten Klassen der Gemeinde Polling unterrichtet. Immer wieder jedoch gibt es Bestrebungen von Seiten Pollings zur Auflösung der Flossinger Schule.

##### Kindergärten, Kindertagesstätten und Kinderkrippen
Flossing verfügt, obwohl in einem Baugebiet seit längerer Zeit ausgewiesen (jedoch nie verwirklicht), über keinen Kindergarten und keine Kindertagesstätten. Kinder können den gemeindlichen Kindergarten im ca. 4 km entfernten Polling besuchen oder sind auf Plätze in städtischen und kirchlichen Kindergärten in der nahen Kreisstadt Mühldorf a. Inn angewiesen. Flossing verfügt über keine Kinderkrippe. Eine Kinderkrippe wurde nach einem Bürger- und Ratsentscheid in Polling gebaut.

##### Spiel- und Bolzplätze
In der Nelkenstraße steht ein Kinderspielplatz und ein Fußball-Bolzplatz zur Verfügung.

#### Kirchliche Einrichtungen

##### Pfarrheim

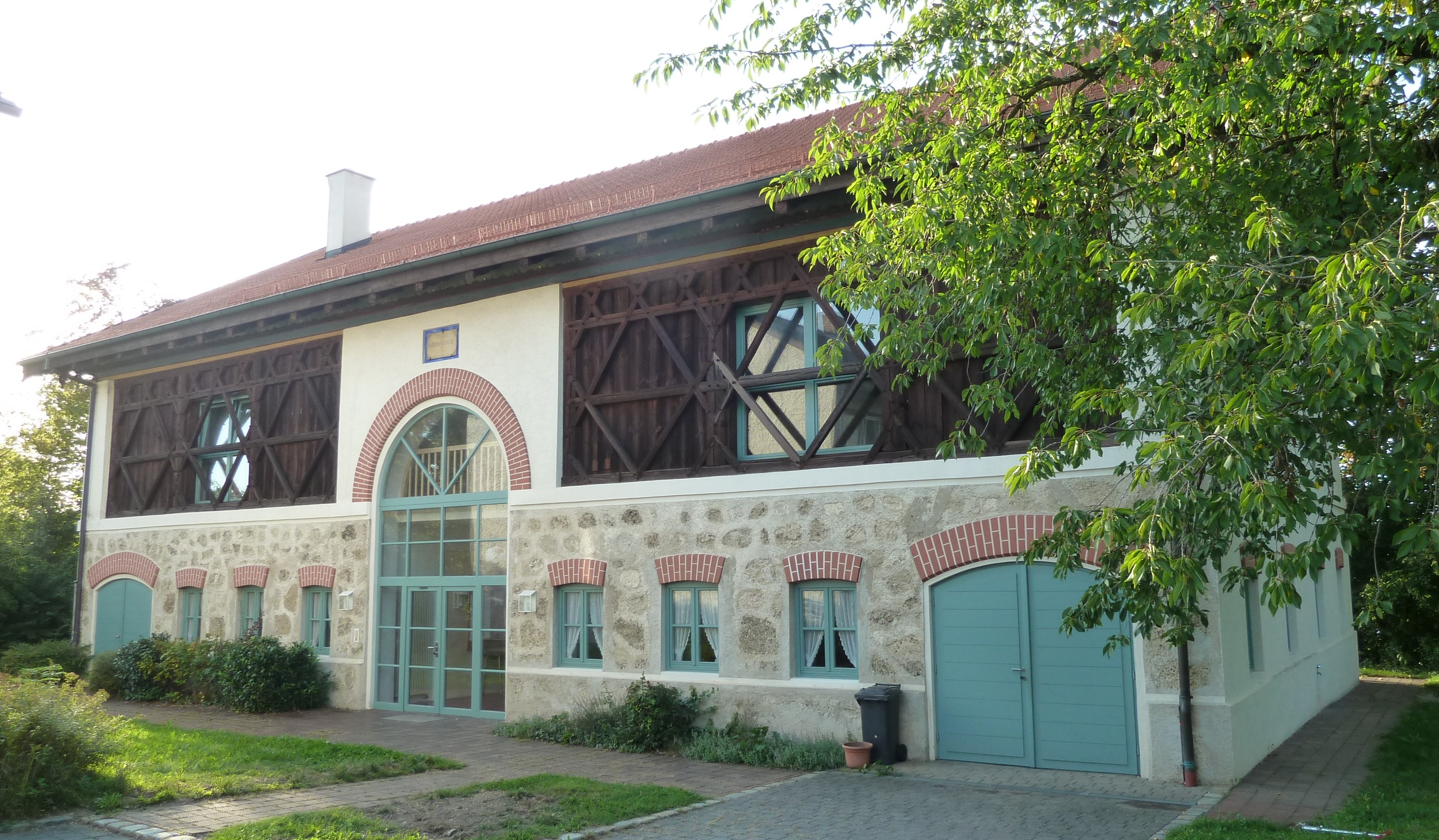
Historischer, renovierter Pfarrstadl des Pfarrhofs Flossing mit integriertem Pfarrsaal und Schulturnhalle

In dem historischen, renovierten Pfarrstadl der Pfarrei Flossing steht der Bevölkerung ein größerer Pfarrsaal für Versammlungen aller Art sowie Turnveranstaltungen zur Verfügung. Zusätzlich befinden sich in dem Gebäude die Räumlichkeiten der katholischen Landjugend (KLJB) Flossing sowie Versammlungsräume für Kirchenchor, Pfarrgemeinderat und Kirchenverwaltung. Da die Gemeinde Polling in Flossing über keine Schulturnhalle verfügt, steht für die Schüler der Grundschule Flossing die Turnhalle der kath. Pfarrei Flossing im Pfarrstadl für den Sportunterricht zur Verfügung.

##### Schießstand
Die Hörndlbergschützen Flossing e. V. betreiben in der Kraiburger Straße einen 50 m Klein- und Großkaliber Sportschützenstand sowie einen 10 m Luftgewehrschießstand samt Vereinsheim.

##### Minigolf
Die Minigolfanlage Hammer in Seeor ist die größte ihrer Art in Bayern. Neben der Minigolf-Anlage mit 17 Bahnen ist eine Spielgolfanlage mit 18 Bahnen, eine Miniaturgolfanlage mit 18 Bahnen, eine Pit-Pat-Anlage mit 18 Tischen und eine Trick-Pin-Anlage mit 12 Stationen verfügbar.

## Tourismus, Feste und Sehenswürdigkeiten

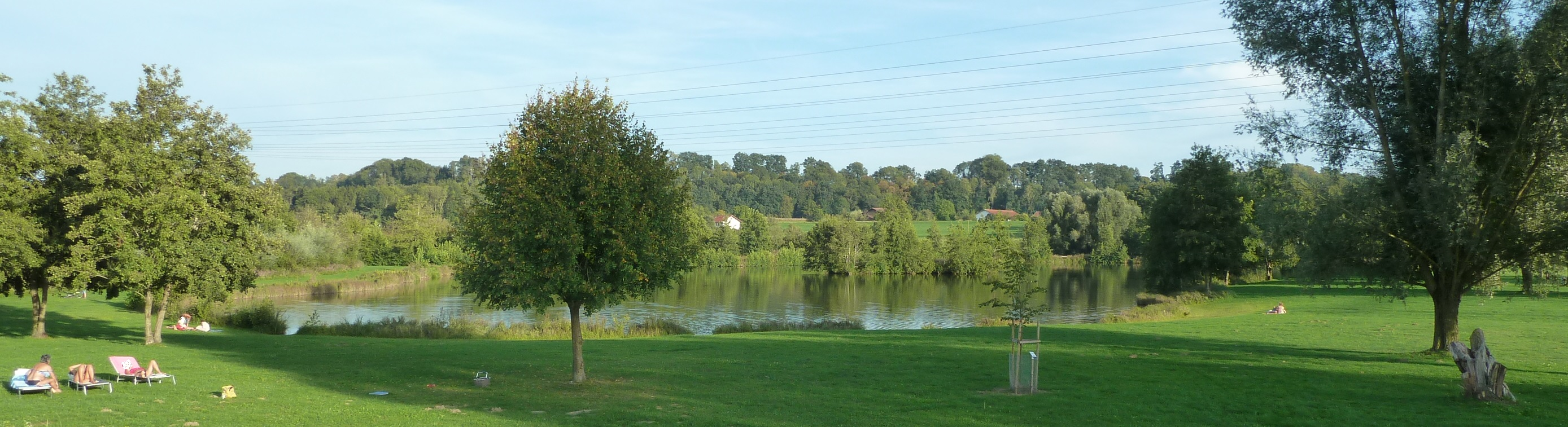
Flossinger See mit Liegewiese

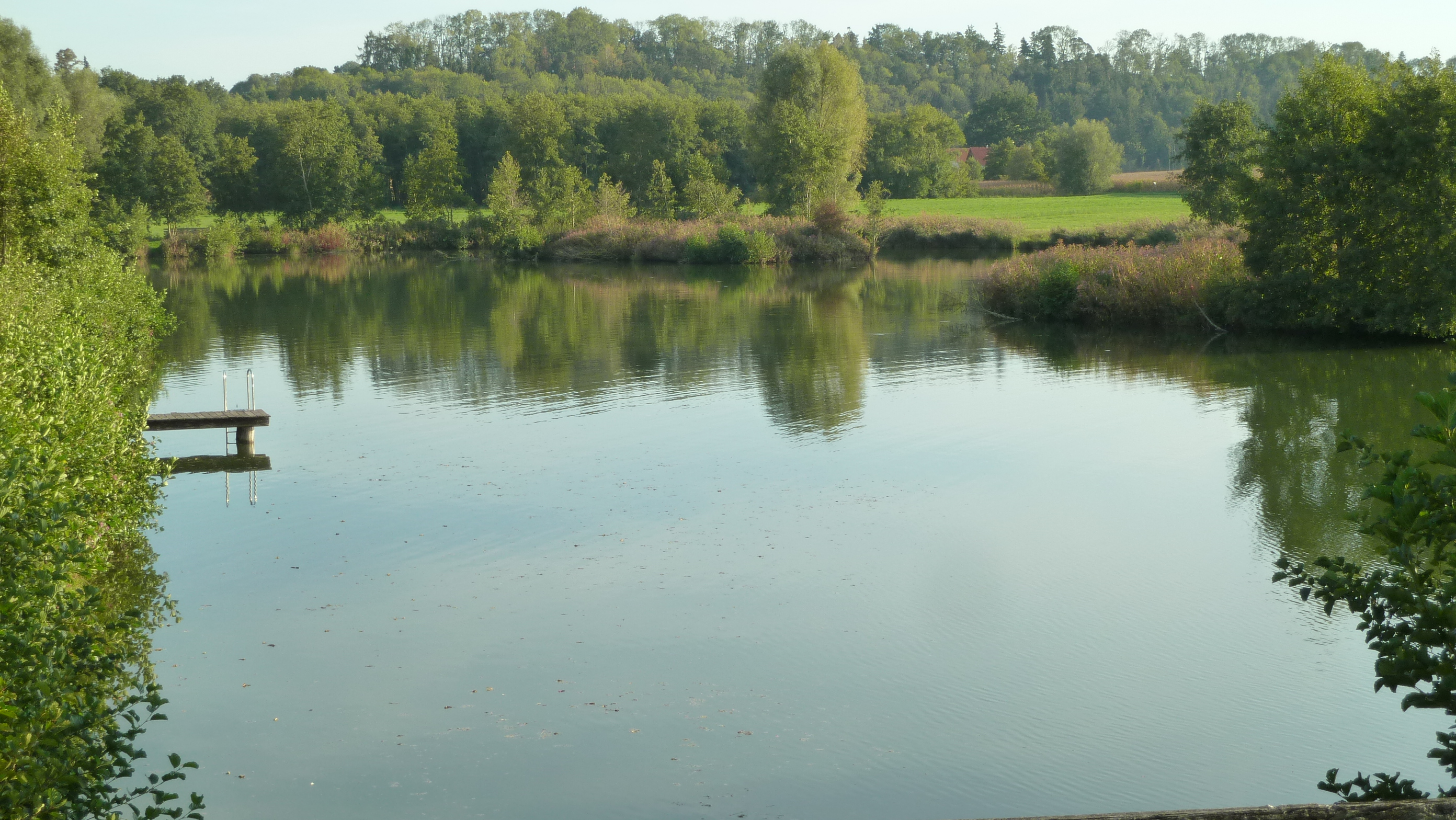
Flossinger See im Herbst

### Tourismus
Flossing liegt in der Tourismusregion Inn-Salzach. Durch Oberflossing und Annabrunn führt die südöstliche Variante des Inn-Radwegs, die Region ist dementsprechend geprägt von sog. „sanftem“ Tourismus. An Übernachtungsmöglichkeiten steht ein Ferienbauernhof in Gröben zur Verfügung.
Auf Grund der landschaftlichen Schönheit wird das Flossinger Gebiet immer mehr zum Naherholungsraum der wachsenden Kreisstadt Mühldorf. Über den Naturerlebnisweg Innaue und die Innfähre von Mühldorf nach Starkheim ist Flossing bestens auch per Fahrrad oder zu Fuß mitten durch erholsame Natur erreichbar.

#### Flossinger See

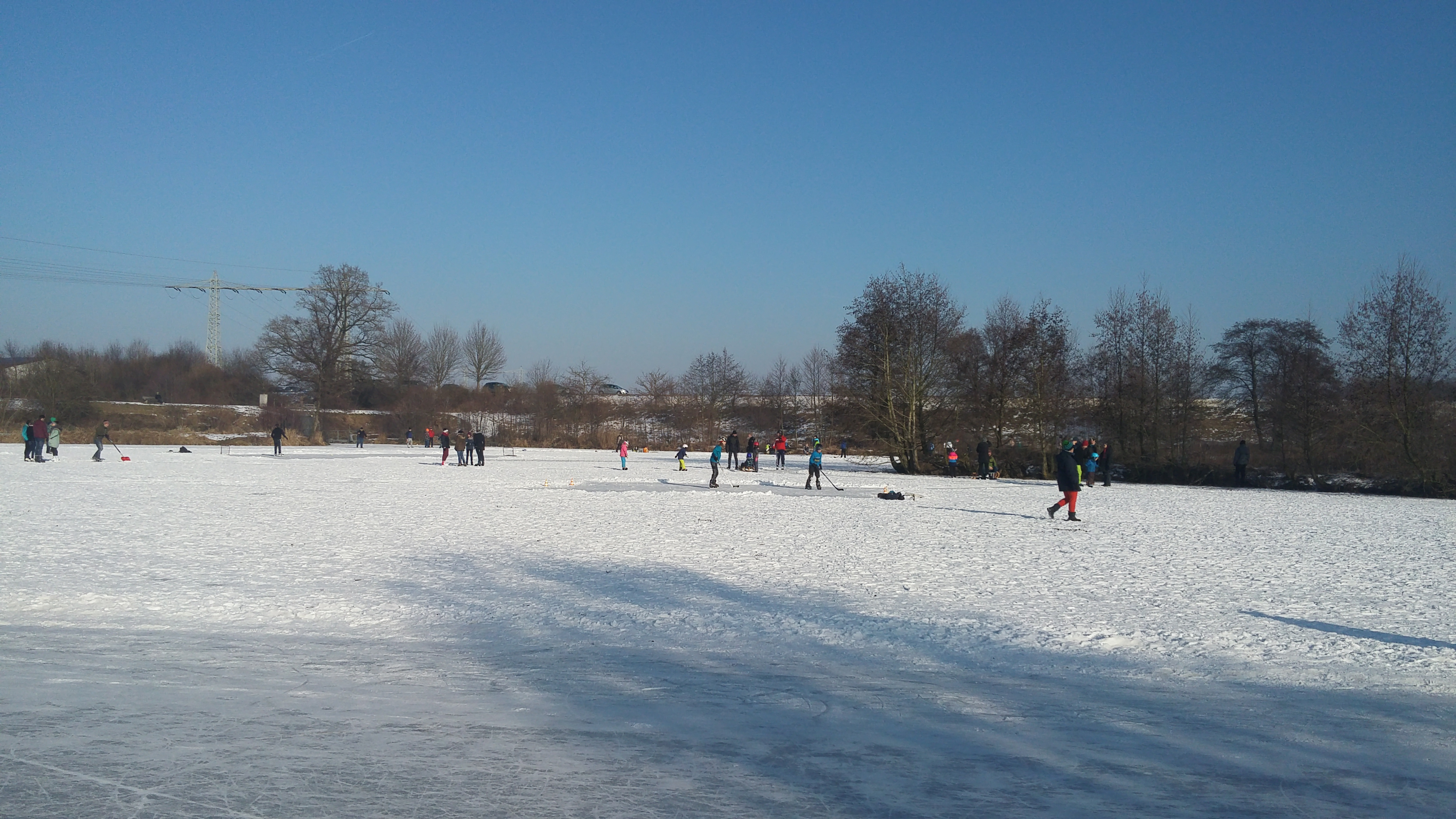
Flossinger See im Winter

Der Flossinger See ist das größte ruhende Gewässer im Landkreis Mühldorf. Geschaffen als Hochwasserrückhaltebecken und ausgelegt für ein sog. 100-jährliches Hochwasser, wird der See im Sommer von der einheimischen und auswärtigen Bevölkerung gerne als Badesee genutzt, der Eintritt ist frei. Auf Grund seiner Art ist der See kein offizielles EU-Badegewässer, trotzdem werden die Wasserwerte regelmäßig durch das Gesundheitsamt am Landratsamt Mühldorf kontrolliert. Dank kühlendem Frischwasserzulauf durch den Flossinger Bach und durch den vom Bezirksfischereivrein Mühldorf-Altötting kontrollierten Fischbesatz, waren die Werte selbst im heißen und trockenen Sommer 2018 einwandfrei. In kälteren Wintern wird der See bei tragfähiger Eisdecke ausgiebig zum Eisstockschießen, Eishockeyspielen und Schlittschuhlaufen genutzt, oder aber einfach nur zum Spazierengehen.

#### Der Prandt

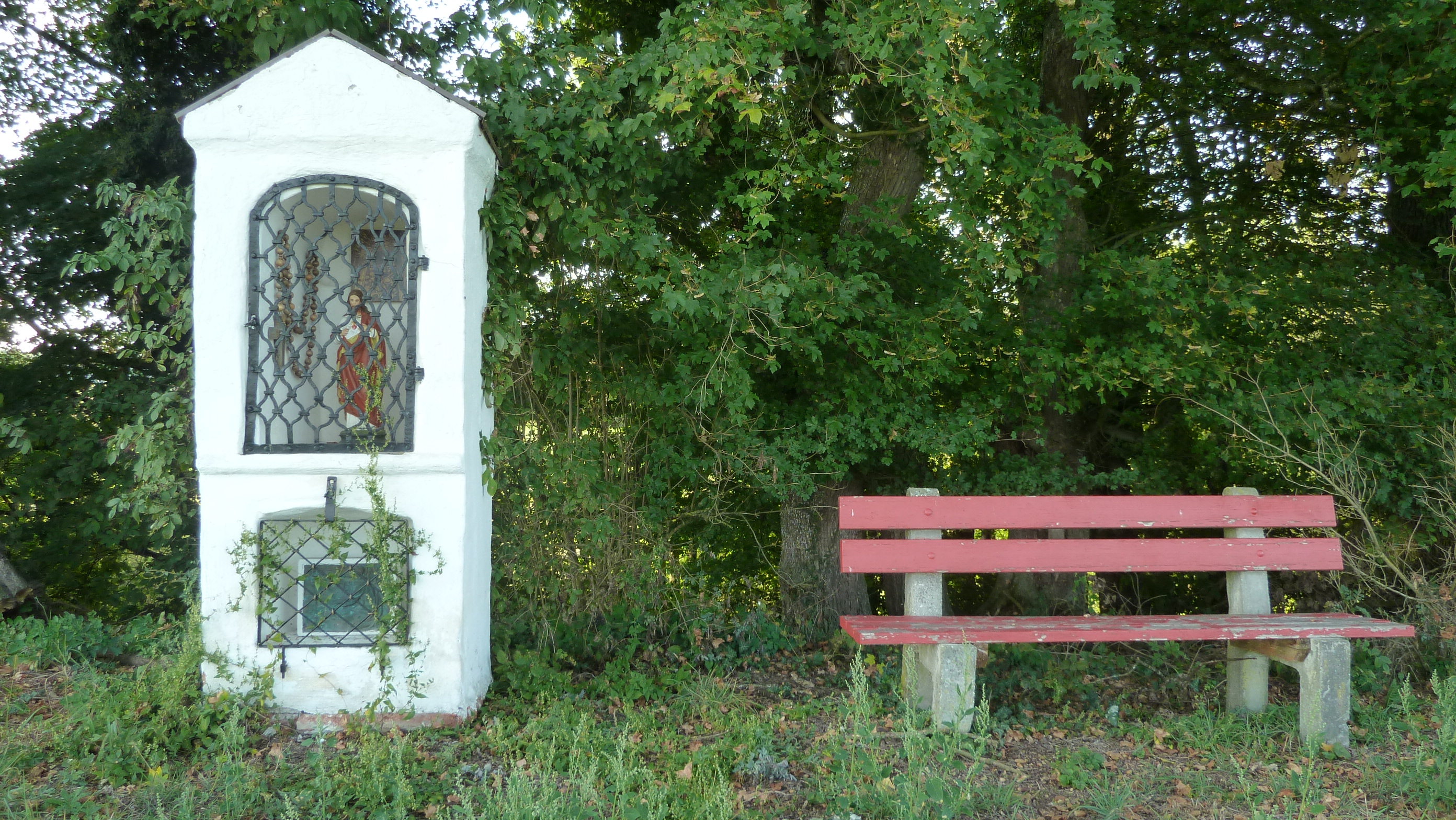
Ein Marterl an einem Wanderweg lädt zum Verweilen und Nachdenken ein

Der Prandt, heute in den meisten Teilen Flossinger Forst genannt, ist ein größeres, zusammenhängendes Waldgebiet, welches sich beginnend bei der Innbrücke Mühldorf südöstlich des Inns herunterzieht über die Tegernau, Starkheim, Annabrunn, Oberflossing, bis nach Heisting, wo es in einem Spitz (Flur Spitzbrand) endet. Etwa 135 ha davon sind Staatswald (Flossinger Forst) und ca. 257 ha kleinbäuerlicher Privatwald. Es finden sich hier ausgezeichnete Wandermöglichkeiten entlang des Inns in wundervoller Natur zwischen Mühldorf a. Inn und Kraiburg a. Inn.

### Wiederkehrende Feste
Neben vielen Pfarr-, Vereins- und Gruppenfestlichkeiten hat Flossing zwei jährlich wiederkehrende Feste vorzuweisen:

#### Das Flossinger Dorffest
Das bereits seit Jahrzehnten stets ab dem Feiertag Christi Himmelfahrt für vier Tage stattfindende Dorffest erfreut sich nicht nur bei der ortsansässigen Bevölkerung großer Beliebtheit. Besonders am Vatertag ist der Besucherandrang oft immens. Im Verlauf des Festes findet meist auch eine Jugenddisco, ein Kabarettabend, ein Schafkopf- oder Wattturnier, ein Kindernachmittag und ein Oldtimertreffen statt. Das Fest, welches traditionell mit einem Standkonzert in der Ortsmitte und anschließendem Festauszug auf das Festgelände beim Feuerwehrhaus beginnt, veranstalten die Freiwillige Feuerwehr Flossing und die Hörndlbergschützen Flossing e. V.

#### Waldfest
Der Radfahrverein „All Heil“ Flossing veranstaltet jedes Jahr an einem Wochenende im Juni das Waldfest, welches eine noch längere Tradition als das Dorffest vorweisen kann und bereits 1972 das erste Mal abgehalten wurde. Im Gegensatz zu vielen anderen Waldfesten findet das Fest auch wirklich in einem Wald, dem sog. „Neuwirtshölzl“, einem Eichenwald zwischen Oberflossing und Annabrunn, statt. Besonders bei Familien und Kindern ist das Fest in dieser natürlichen Umgebung sehr beliebt.

### Sehenswürdigkeiten
- Die 1720 geweihte, in barockem Stil errichtete Pfarrkirche St. Johannes der Täufer, Oberflossing[24]
- Wallfahrtskirche Hl. Mutter Anna, Annabrunn
- St.-Laurentius-Kapelle, Unterflossing[24]
- Liste der Baudenkmäler in Oberflossing
- Hörndlberg, Heistinger Inn-Prallhang, Geotop Nr. 183R010[38]

## Gewerbe und Vereine

### Gewerbe
An Handwerk, Handel und Gewerbe verfügte Flossing 2019 über: Einen Ferienbauernhof, einen Natursteinhandel, ein Omnibusunternehmen, einen Garten- und Landschaftsbaubetrieb, eine Kfz-Elektrik-Firma, eine Kfz-Werkstatt, eine Autosattlerei, zwei Versicherungsbüros, eine Bankfiliale, einen Lebensmittelladen (Dorfladen), einen Geschenkeladen, ein landwirtschaftliches Lagerhaus, zwei Elektroinstallationsbetriebe, zwei Kleinwasserkraftwerke, zwei Biogasanlagen, einen Getränkehandel mit Partyservice, einen Friseurladen, eine Land- und Baumaschinenwerkstätte, einen Agrardienst (Melk- & Kühltechnik), einen Anhängerverleih, ein Architekturbüro, eine Minigolfanlage, ein Fuhrunternehmen, mehrere landwirtschaftliche Lohnunternehmungen, eine Kiesgrube, eine Fischzucht, eine Schreinerei, eine psychologische Praxis, einen Fahrradvertrieb und einen Matratzenvertrieb sowie zahlreiche landwirtschaftliche Betriebe.

### Vereine
In Flossing gibt es seit jeher ein hohes Vereinsengagement. Neben der Freiwilligen Feuerwehr sind die mitgliederstärksten Vereine, welche auch überregional von Bedeutung sind, der Radfahrverein „All Heil“ Flossing e. V., welcher das jährliche Waldfest veranstaltet, die über 500 Mitglieder zählenden Hörndlbergschützen Flossing e. V., welche zusammen mit der Feuerwehr das jährliche Dorffest veranstalten, sowie der 1980 gegründete Tennis- und Skiclub (TSC) Flossing e. V.
Die Vereine im Einzelnen:
- Freiwillige Feuerwehr Flossing
- DJK Flossing
- Eisschützen Annabrunn/Ried/Gweng
- Gartenfreunde Flossing-Polling
- Hörndlbergschützen Flossing
- Frauenkreis Flossing-Grünbach (ehem. Kath. Frauengemeinschaft Flossing)
- Kath. Landjugend Flossing (KLJB)
- Krieger-, Reservisten- und Soldatenkameradschaft (KRSK) Flossing-Grünbach
- Löwenfreunde Flossing
- Marianische Männerkongregation Flossing-Grünbach
- Mutter-Kind-Gruppe Oberflossing
- Radfahrverein „All Heil“ Flossing, incl. Abt. Stock- und Eisschützen
- Sano e salvo bewusst gesund e. V. Seeor
- Schützenverein Flossing
- Seniorenclub Flossing
- Tennis- und Skiclub (TSC) Flossing

## Persönlichkeiten
- Cornelius Wiedl (1897–1944), römisch-katholischer Ordensbruder, Steyler Missionar und Märtyrer